# Сибу
Сибу (кит. трад. 詩巫, упр. 诗巫, пиньинь Shīwū, палл. Шиву) — город в губернаторстве Саравак, столица округа Сибу в одноимённой области, Малайзия. Город занимает площадь 129,5 км2 и расположен на острове Калимантан. Сибу, в месте слияния рек Раджанг и Иган, примерно в 60 км от Южно-китайского моря и в 191,5 км к северо-востоку от столицы штата — города Кучинг. Основную часть населения составляют китайцы, в большинстве своём прибывшие из Фучжоу. В отличие от других округов, в Сибу коренное население (меланау, малайцы и ибаны) составляет небольшой процент от общего населения административной единицы. Население города, по состоянию на 2010 год, составляло 162 676 человек.
Сибу был основан Джеймсом Бруком в 1862 году, когда он построил на этом месте форт, чтобы отбиваться от набегов коренных жителей — даяков. После этого небольшая группа китайцев стала селиться вокруг форта и осуществлять предпринимательскую деятельность в городе. В 1901 году сюда из Фучжоу провинции Фуцзянь, переселился Хуан Найшан вместе с более чем 1000 своих сторонников, из-за этого в народе Сибу стал называться «Новый Фучжоу». Первый рынок и первую больницу в городе построило правительство Брука. Госпиталь Лау Кинг Хоув и несколько школ и церквей были возведены здесь в 1930-х. Следует отметить, что дважды в своей истории Сибу уничтожался пожарами (в 1889 и в 1928 годах), и в обоих случаях после этого восстанавливался. При оккупации округа японцами во время Второй мировой войны, ожесточённых боёв за город не велось. Занявшие его японцы переименовали населённый пункт в августе 1942 года в Сибу-Шу. После капитуляции Японии в 1945 году Саравак был передан Великобритании в качестве колониальной территории, что вызывало недовольство у народа меланау, которые боролись за независимость. Второй губернатор Саравака, сэр Дункан Джордж Стюарт, был убит борцом за независимость Росли Доби в декабре 1949 года, в следующем году Доби был повешен в центральной тюрьме Кучинга. Сибу и бассейн реки Раджанг, помимо прочего, стали центром коммунистической деятельности с 1950 года, которая продолжалась и после получения независимости в 1963 году. Для сдерживания коммунистической активности в этом районе даже была создана специальная команда — Команда безопасности Раджанга (англ. Rajang Security Command, RASCOM). Коммунистическое влияние значительно ослабло после неудачного мятежа в 1973 году, а в 1990 — и вовсе сошло на нет. Сибу получил статус муниципалитета в 1981 году, в 2001 году город посетила королева.
Сибу — главный туристический пункт в верхнем течении реки Раджанг. Среди главных достопримечательностей города можно отметить Висма-Саньян — самое высокое здание в Сараваке, мост Лананг — один из самых длинных в губернаторстве и самую большую городскую площадь Малайзии около Висма-Саньян. Музей в Лау Кинг Хов — первый и единственный медицинский музей в Малайзии. Центральный рынок города — самый большой крытый рынок в Сараваке. Популярны туристические маршруты через главный городской музей, храм Туа Пек Конг, длинные дома Баванг Ассан, Старую мечеть, храм Нефритового Дракона, парки Букит Ауп и Букит Лима Форест, ночной рынок Сибу, периодически проводится Культурный фестиваль Борнео и Международный фестиваль танца. Выделяются два главных вида экономической деятельности — заготовка лесоматериалов и судостроительная промышленность.

## Этимология
До 1873 года Сибу назывался Малинг, в честь излучины реки Раджанг (Таджунг Малинг). 1 июня 1873 года по указу правительства Брука была создана третья область Саравак (в настоящее время область Сибу).

## История

### Брунейская империя
В XV веке малайцы, жившие в южных районах Саравака, были вытеснены ибанами на территорию нынешней области Сибу. На протяжении XVII и XVIII веков бассейн реки Раджанг сотрясали войны между коренными народами. Иногда ибаны заключали с малайцами союз, чтобы напасть на племена каянов или осуществлять нападения на китайские и индонезийские корабли, проходящие через регион.

### Брукская династия

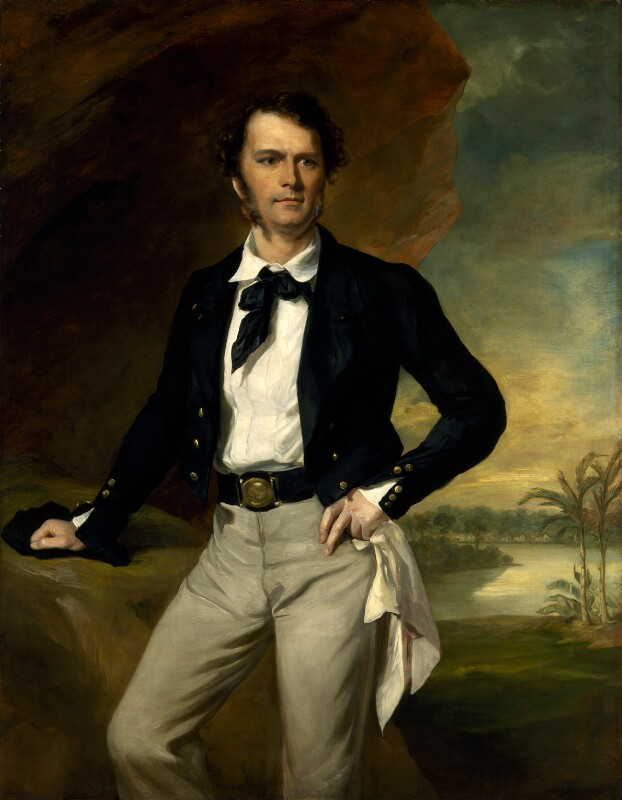
Джеймс Брук, построивший форт в Сибу в 1862 году

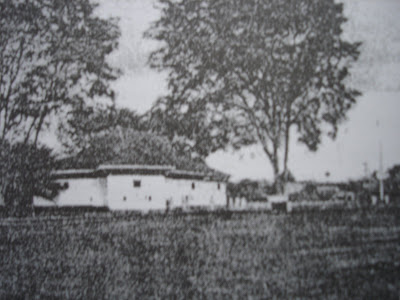
Фото Форта Сибу, сделанное предположительно в 1862—1908 годах

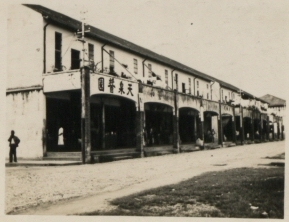
Фото рынка Сибу, сделанное предположительно в 1900—1930 годах

Джеймс Брук начал управлять Сараваком (сейчас — Кучинг) в 1841 году, после того, как получил в управление эту территорию от Брунейской империи. В 1853 году территория Саравака была расширена за счёт включения области Сибу. В то время Сибу было небольшим поселением, состоящим из нескольких домов-магазинов. Крыши таких магазинов изготавливались из нипы, магазины имели деревянные стены и пол. Первыми жителями поселения были народы меланау и ибаны, в 1850-х годах здесь поселились малайцы. В 1862 году Брук построил здесь Сибу-Форт (Форт Брук), который долгое время служил в качестве административного центра Бруков и был снесён в 1936 году. Такие постройки были характерны для белых раджей.
13 мая 1870 года Форт был атакован тремя тысячами даяков под руководством Линтонга, также известного как Мур-ри. Даяки пытались сломать дверь форта, используя топоры, но были разбиты. В 1873 году была создана Третья область Саравак, куда вошёл и район Сибу.
Первые китайцы прибыли на эти территории в 1860-х годах. Представители народности хакка, прибывшие из Цинской империи, построили в два ряда 40 магазинов вокруг Сибу-Форта. В то время китайцы были в меньшинстве, многие из них занимались предпринимательством. Чуть позднее в форт переселились люди из Чжанчжоу, Цюаньчжоу и Сямэня — в основном в коммерческих целях. В 1893 году В Сибу приехал Мунан Анак Минггат, вместе с его последователями. Они построили длинный дом Пулау Керто, который находился на острове в излучине Раджанга, недалеко от места слияния рек Раджанг и Иган. Анак Миггат был лоялен к Бруксам и помог последним подавить восстание ибанов в верхнем течении рек Катибас и Лупар в 1860—1880-х.
10 февраля 1889 года город Сибу сгорел дотла, что вызвало задержку развития города. Первая больница в Сибу была построена правительством Брука в 1912 году — это было деревянное одноэтажное здание, в 50 — 60 футов в длину с мужским и женским отделениями. 8 марта 1928 года в Сибу вновь произошёл крупный пожар, однако храм Туа Пек Конг не пострадал.

### Китайцы из Фучжоу
Хуан Найшан — учёный из китайской провинции Фуцзянь, узнал о Сараваке и белом радже через своего зятя Линь Вэньцина. Разочаровавшись в империи Цин после Ихэтуаньского восстания, во время которого истреблялись китайские христиане, Хуан Найшан решил уехать в Юго-Восточную Азию. В сентябре 1899 года он искал убежища в Западной Малайзии и Индонезии.

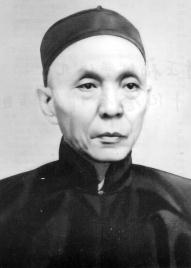
Хуан Найшан, прибывший в Сибу из Фучжоу вместе с 1118 последователями

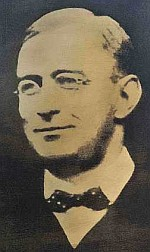
Джеймс Гувер, контролировавший развитие города после отъезда Хуан Найшана в 1904 году

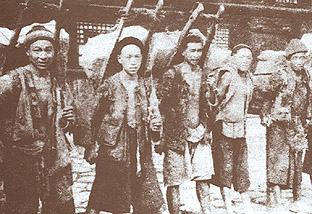
Китайские иммигранты в Сибу в 1900 году

Хуан получил одобрение Чарльза Брука на поселение в бассейне реки Раджанг. В апреле 1900 года Хуан путешествовал по реке тринадцать дней, и, в конце концов, выбрал Сибу, поскольку территория у дельты реки Раджанг пригодна для ведения сельского хозяйства. 9 июля 1900 года между Хуан Найшаном и правительством Брука в Кучинге было подписано соглашение, по которому китайцы Хуана получали право на постоянное место жительства в области.
21 января 1901 года первые 72 поселенца прибыли в Сибу и поселились в районе Сунгай-Мера, что примерно в 6 км от центра города. 16 марта 1901 года, прибыли ещё 535 поселенцев. Этот день получил название «День переселения из Фучжоу». В июне 1901 года, прибыли последние 511 поселенцев. С тех пор Сибу обычно называют «Новым Фучжоу» (新福州). Хуан Найшан стал «господином порта» (港主). Поселенцы посадили сладкий картофель, фрукты, сахарный тростник, овощи, фуражное зерно и рис в водно-болотных угодьях. После этого многие поселенцы решили остаться в Сибу и этот город стал для них новым домом. Вместе с американский пастором, Джеймсом Мэтью Гувером, Хуан также участвовал в строительстве школ и церквей в Сибу. С 1903 по 1935 год Джеймс Гувер построил в Сибу, в общей сложности, сорок одну церковь и сорок школ.
В 1904 году Хуан выступил против продажи опиума и строительства казино в области, а позже был исключен из правительства Саравака «из-за невозможности погасить долг». Хуан и его семья уехали из Сибу в июле 1904 года, после чего Джеймс Гувер взял управление городом на себя. Гувер оставался в бассейне Раджанга ещё 31 год, вплоть до своей смерти от малярии в госпитале Кучинга в 1935 году.

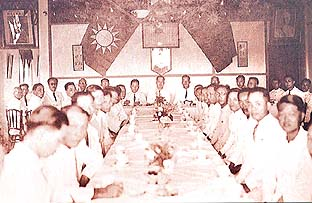
Заседание Гоминьдана в Сибу в 1920-х

К 1919 году влияние Гражданской войны в Китае распространилось и на Саравак, когда Гоминьдан открыл свои первые филиалы в Сибу и Кучинге. Чарльз Брук был против такой политической активности и выгнал нескольких местных лидеров Гоминьдана. Однако Чарльз Вайнер Брук был более восприимчив к такой деятельности местных китайцев, которые также принимали участие в благотворительной кампании по сбору средств для помощи Гоминьдану в борьбе против японского вторжения на материковую часть Китая. После окончания Второй мировой войны местные лидеры движения выступили за независимость Саравака от британской короны, а местные коммунистические лидеры — против независимости, ввиду чего между ними начались столкновения. Филиалы Гоминьдана в Сараваке прекратили своё существование в 1949 году, когда партия проиграла войну на материковом Китае и отступила на Тайвань. Тем не менее, столкновения между обеими сторонами продолжались до 1955 года, когда Гоминьдановская газета была запрещена колониальным британским правительством в мае 1951 года, а коммунистическая газета прекратила своё существование четырьмя годами позднее из-за финансовых трудностей.

### Японская оккупация

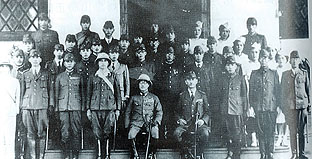
Японские генералы и новый резидент третьей области после переименования Сибу в «Сибу-Шу»

Японские войска высадились в Мири 16 декабря 1941 года, а 24 декабря того же года — захватили Кучинг. На следующий день Сибу разбомбили девять японских самолётов, базировавшихся в Кучинге. Резидент Третьей области Эндрю Макферсон счёл, что японцы начнут вторжение в Сибу после воздушной атаки и позднее бежал в верховья реки Раджанг, планируя добраться до голландского Борнео, однако был пойман и убит японцами.
Вечером 26 декабря 1941 года жители Сибу и поселений вдоль Раджанга атаковали государственный склад риса, и вскоре ситуация вышла из-под контроля: понесли серьёзные убытки британская компания Сайм-Дарби, Борнео Компани Лимитед и китайские бизнесмены, один из которых даже создал секретный альянс, дабы усмирить жителей. 29 января 1942 года группа японцев была приглашена из Кучинга, чтобы навести порядок в Сибу, но позднее вернулась в Кучинг. Третья область оставалась без управления до 23 июня 1942 года, когда новым управляющим стал Сэнда-Ни-Джиро, назначенный японской штаб-квартирой в Кучинге (千田倪次郎). После вступления в должность он сразу же заявил, что «Императорская армия Японии будет полностью контролировать жизнь людей и собственность». 8 августа 1942 года Сибу был переименован в «Сибу-Шу» (яп. 志布州).
Японцы резко повысили налоги для китайцев, против китайцев была проведена операция Сук Чинг (яп. 肃清行动), предполагавшая пытки в целях выдачи предполагаемой анти-японской группы. Под жесточайшими пытками китайцы называли ложные имена, что привело к смерти других невинных людей в Букит-Лиме.

### Под британским управлением

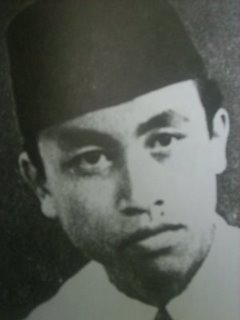
Росли Доби — убийца второго губернатора колонии Саравак

Период японской оккупации Саравака окончился в 1945 году, после чего последний раджа Саравака Чарльз Вайнер Брук решил передать управление государством Великобритании. Это предложение наткнулось на ожесточённое сопротивление местных жителей, что позднее переросло в движение против ликвидации государства. Одним из членов малайского молодежного движения Геракан Пемуда Мелайю, главной целью которого являлось получение Сараваком независимости, был националист из Сибу Росли Доби. В возрасте 17 лет, 3 декабря 1949 года он убил сэра Джорджа Дункана Стюарта, второго губернатора Саравака. Доби и трое его сообщников (Аванг Рамли Амит, Буджанг Сунтонг и Моршиди Сидек) были приговорены к смертной казни через повешение и похоронены у центральной тюрьмы Кучинг 2 марта 1950 года.
Ровно через 46 лет его останки были перенесены с территории тюрьмы и перезахоронены на территории мавзолея героев Саравака у мечети Сибу.

### Коммунистический мятеж
После поражения Гоминьдана в Китае в 1949 году, в Сибу и Сараваке в начале 1950-х годов обосновались коммунисты. Хуанг Шэн-Цзы (黄声梓) из Бинтангора стал президентом Коммунистической партии Борнео (КПБ), деятельность которой в основном была сосредоточена в Сибу, Сарикеи и Бинтангоре. Его брат, Хуанг Цзэн Тин (黄增霆), который также был коммунистом, сыграл важную роль в формировании первой политической партии в Сараваке — Объединённой народной партии Саравака, став её первым исполнительным секретарём. Освободительная лига Саравака была образована в 1954 году после объединения КПБ с рядом других коммунистических организаций.
Коммунизм в Сибу в значительной степени опирался на студенческие движения в ряде школ. Также движение было поддержано интеллигенцией и рабочими города: например, доктор Вонг Кай поддержал движение предоставлением бесплатных лекарств. В начале 1973 года коммунисты запустили новую кампанию, которая выступала против повышения налогов и инфляции, одобряя увеличение заработной платы работников. Некоторые из коммунистов-добровольцев начали раздавать листовки у магазинов и школ. Помимо прочего, группа также приступила к военной операции против полиции и военно-морских баз. Постепенно напряжение между коммунистами и властями нарастало, на несколько месяцев в городе был введён круглосуточный режим комендантского часа.
25 марта 1973 года правительство Саравака, которое возглавлял главный министр Абдул Рахман Якуб, приступило к подавлению коммунистической деятельности в бассейне Раджанга, путём создания «специальных зон безопасности Раджанга». На следующий день была сформирована «Команда безопасности Раджанга» — для организации сотрудничества гражданского, военного и полицейского командования. В августе 1973 года несколько коммунистов были пойманы правительством. Они представили правительству важные детали, что ещё более ослабило движение. 22 сентября 1973 года Абдул Рахман начал операцию «Иуда». В общей сложности, в городе Сибу было арестовано 29 человек. Среди них были врачи, юристы, бизнесмены, учителя, и даже один из бывших членов парламента. После капитуляции коммунистического движения в Шри-Амане 21 октября 1973 года, коммунистическая деятельность в бассейне Раджанга начала стихать. В 1990 году коммунистическое движение в Сараваке прекратилось.

### Последние события

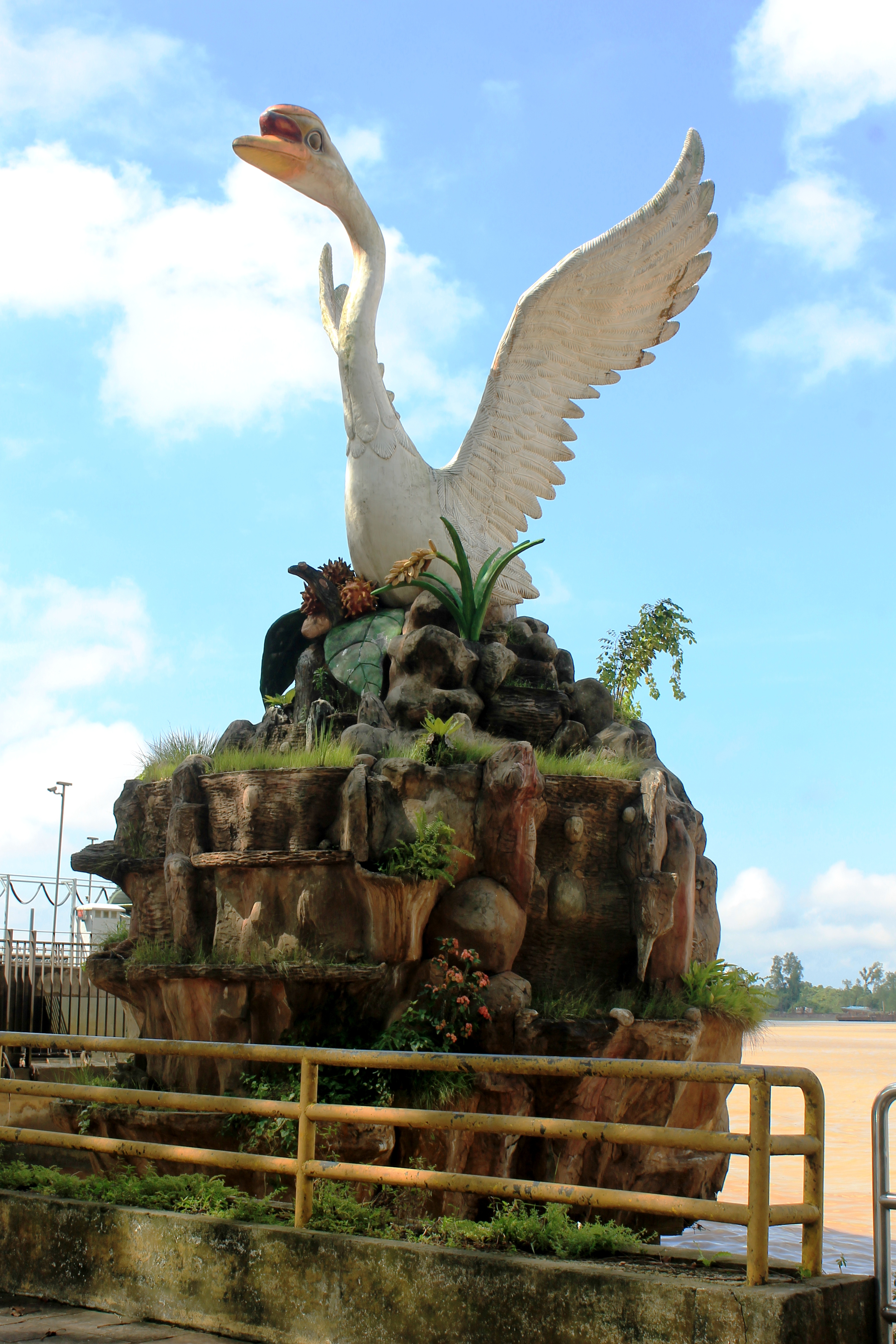
Лебедь — символ города

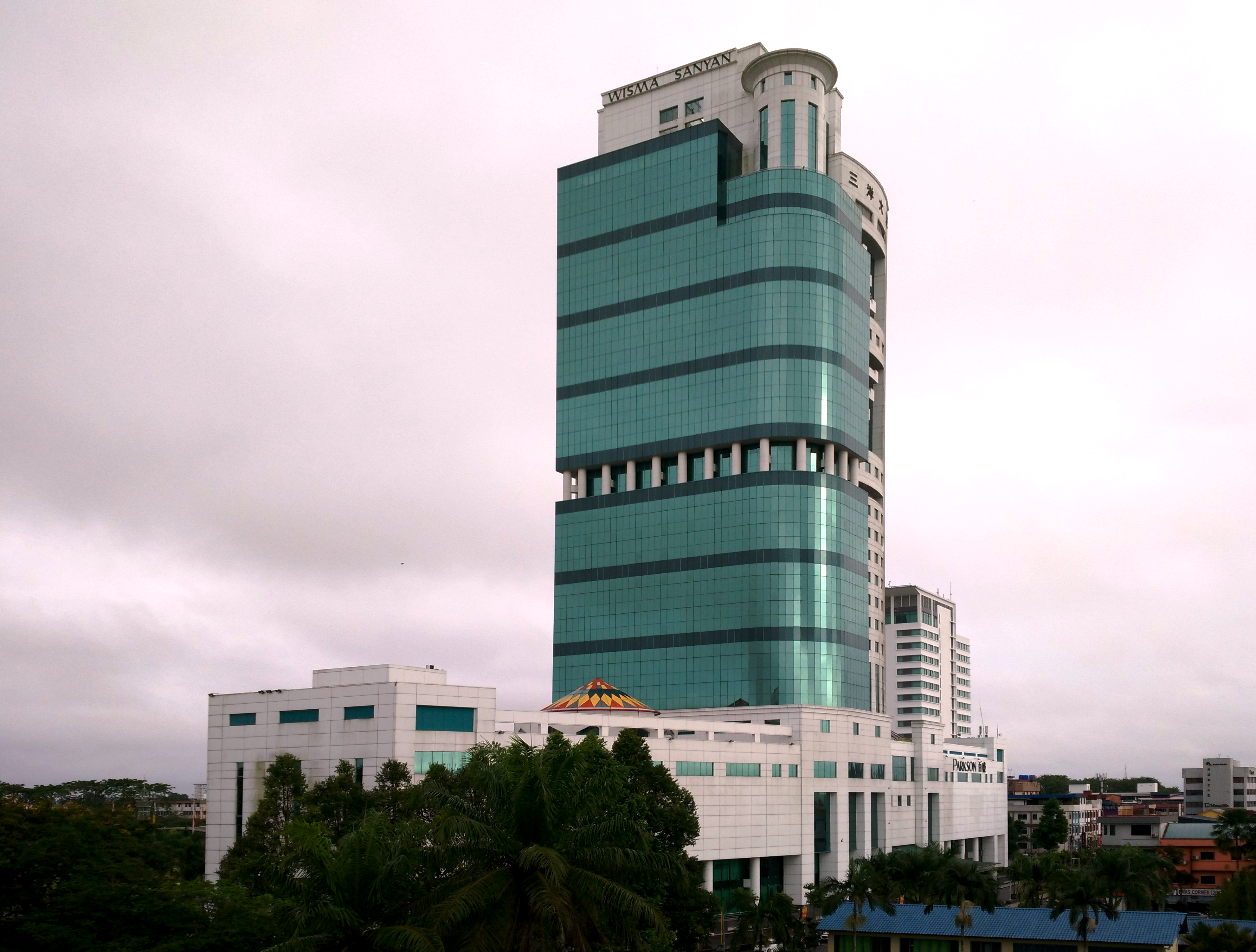
Висма-Саньян

1 ноября 1981 года местный совет, управлявший городом Сибу, был повышен до уровня муниципального совета. Площадь администрации Сибу расширились с 50 км² до 129,5 км². В 1994 году были построены аэропорт и городская больница. В 2001 году было завершено строительство Висма-Саньян. 16—17 сентября 2001 года город посетил Янг ди-Пертуан Агонг Малайзии — султан Селангора Салахуддин.
Между 1999 и 2004 годом Муниципальный совет города решил сделать символом Сибу лебедя. Статуя лебедя была возведена неподалеку от городского причала; ещё одна находится в центре города, сам город тоже называют «Лебединым городом». Данное название основано на легенде, согласно которой, голод в Сибу закончился, когда люди заметили в небе над Сибу стаю лебедей.
В 2006 году был открыт мост Лананг, соединяющий Сибу и Сарикеи. Государство с 2008 года организовало несколько проектов по улучшению уровня жизни в городе и его окрестностях. В 2011 году в городе отмечалось 110-летие «Дня переселения из Фучжоу». Стоит также отметить, что рост населения города и экономическое развитие происходит более медленными темпами, нежели в Мири и Бинтулу.

## Правительство

Административные округа области Сибу

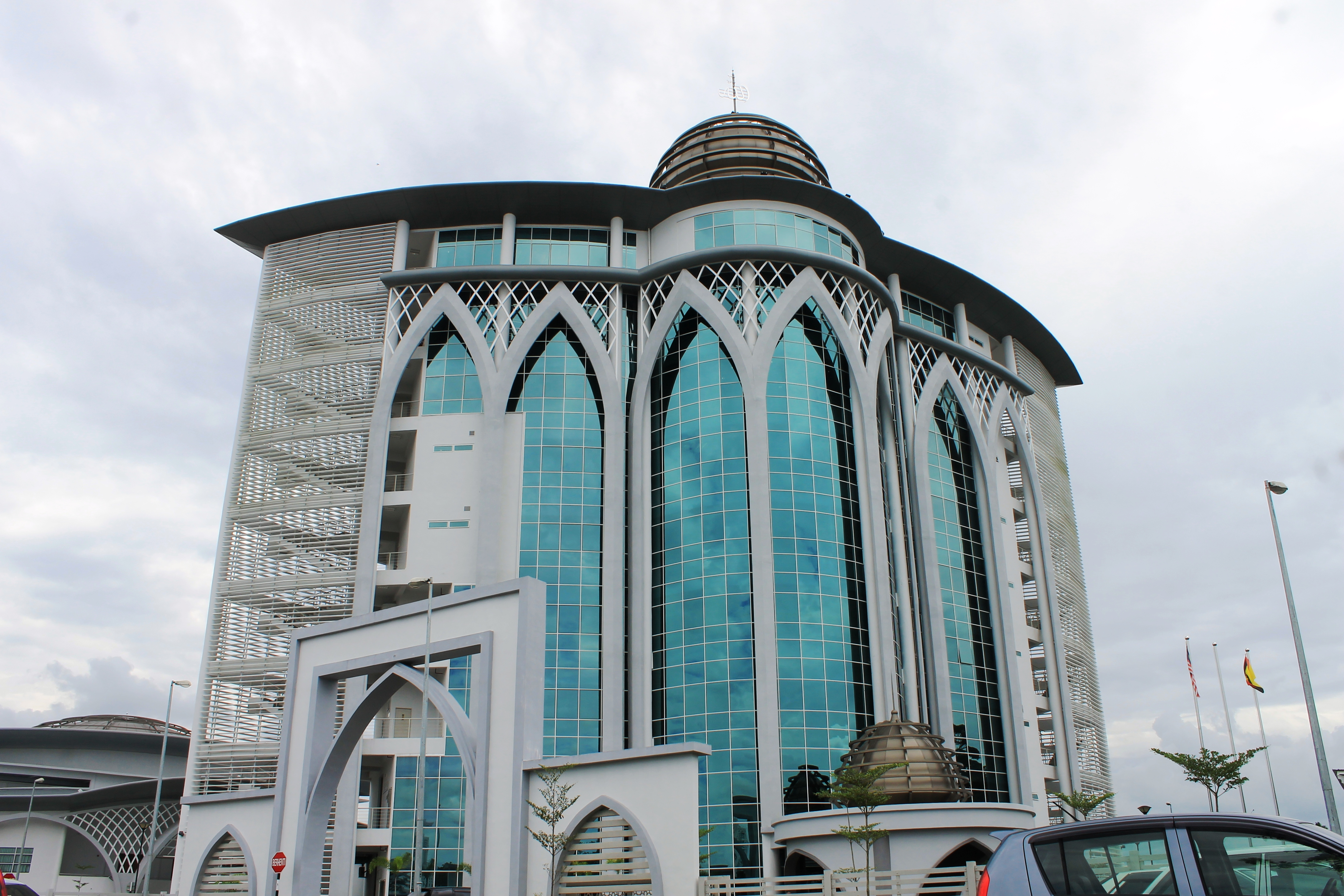
Исламский комплекс Сибу

В Парламент Малайзии от Сибу избирается два члена, представляющие два федеральных избирательных округа города — Лананг и Сибу. От города также избирается пять представителей в Государственное Собрание Саравака.

### Местные власти
Местный совет создан 31 января 1925 года, ещё под управлением Брука. В 1952 году совет получил права городского, а через 29 лет — 1 ноября 1981 года — муниципального совета. Муниципальный совет управляет площадью в 129,5 км² — от берега реки Раджанг до дороги Салим на окраине города. Штаб-квартиры городского и муниципального совета были расположены внутри городской ратуши на протяжении 38 лет, с 1962 по 2000 год. В 2001 году штаб-квартира муниципального совета переехала в здание Висма-Саньян. Председателем совета является Тьонг Тай Кинг. Окраины Сибу, например, Сибу-Джая и округ Селангау управляются сельским районным советом. Штаб-квартира сельского районного совета также находится в здании Висма-Саньян.
Исламский комплекс Сибу был открыт в сентябре 2014 года. Помимо прочего, в нём базируется районное отделение государственного казначейства, департамент социальной защиты населения и государственная исламская религиозная организация (JAIS).

### Международные отношения
В 2015 году Сибу имел пятнадцать городов-побратимов в Китае:
- Бочжоу[61]
- Фуцинь
- Фучжоу[62]
- Уезд Гуанинь[63]
- Район Гулоу, Фучжоу
- Уезд Гутьян[64]
- Уезд Цзиньтан
- Уезд Миньхоу[65]
- Наньпин[66]
- Ниндэ[67]
- Уезд Пиннань[68][69]
- Путянь
- Уезд Пуян[70]
- Цинхэ[71]
- Уишань, Фуцзянь[72]

## География
Город расположен недалеко от дельты реки Раджанг. Самая высокая точка города находится в парке Букит-Ауп — 59 м над уровнем моря. В области особенно широко распространены болотные леса и аллювиальные равнины. Город стоит на торфе, что вызвало определённые проблемы в развитии инфраструктуры, потому что здания и дороги, после завершения строительства, начинали медленно проваливаться под землю. По этой же причине в городе несколько раз в год происходили наводнения, что заставило государство организовать проект по избавлению города от наводнений.

### Климат
По классификации Кёппена Сибу имеет экваториальный климат. Самые высокие температуры в городе — 30-33 С°, самые низкие — 22,5-23 С°. Годовое количество осадков — около 3200 мм, при относительной влажности от 80 до 87 %. Сибу получает от 4 до 5 часов солнечного света в день.
| Показатель                                        | Янв. | Фев. | Март | Апр. | Май  | Июнь | Июль | Авг. | Сен. | Окт. | Нояб. | Дек. | Год  |
| ------------------------------------------------- | ---- | ---- | ---- | ---- | ---- | ---- | ---- | ---- | ---- | ---- | ----- | ---- | ---- |
| Средний максимум, °C                              | 30,6 | 31,2 | 32,0 | 32,8 | 33,0 | 32,8 | 32,7 | 32,6 | 32,2 | 32,1 | 31,9  | 30,3 | 32,0 |
| Средний минимум, °C                               | 22,6 | 22,7 | 22,8 | 23,0 | 23,1 | 22,9 | 22,5 | 22,6 | 22,7 | 22,7 | 22,7  | 22,8 | 22,8 |
| Источник: Всемирная метеорологическая организация |      |      |      |      |      |      |      |      |      |      |       |      |      |

## Демография
| 1947 | 1960   | 1970   | 1980   | 1991    | 2000    | 2010    |
| ---- | ------ | ------ | ------ | ------- | ------- | ------- |
| 9983 | 29 630 | 49 298 | 85 231 | 133 479 | 166 322 | 162 676 |

### Этническая принадлежность
По данным переписи 2010 года, в городе Сибу (за исключением окраин) проживает 162 676 человек. Крупнейшая этническая группа в городе — китайцы (62,1 %, 101 019), следом идут коренные народы (35,01 %, 56 949), не малайзийцы (1,99 %, 3 236) и индийцы (0,37 %, 598). Под коренными племенами понимаются ибаны (26 777), малайцы (16 646), меланау (10 028), бидайухи (1 337) и другие племена (874). Большинство не малайзийцев — индонезийские работники, занятые, в основном, на лесопильных заводах. Ряд иностранцев китайского и индонезийского происхождения работают в массажных салонах.

### Языки
Поскольку большинство населения города составляют китайцы, обычно использующие диалекты фусжоу, хакка и хоккиен, севернокитайский язык является лингва-франка для всех трёх диалектных групп. Большинство китайцев Сибу — многоязычны и говорят также на малайском и английском.

### Религия
Большая часть китайского населения Сибу — христиане, в то время как другие китайцы исповедуют буддизм, даосизм и конфуцианство. Христианскую религию исповедуют также некоторые ибаны. Малайцы и меланау — мусульмане. Религиозные группы могут свободно проводить свои шествия в городе. Среди известных религиозных зданий в городе можно отметить Собор Святого сердца, методистскую церковь Масланд, храм Туа Пек кон и мечеть Ан-Нур. Ю Лун Тен Эн Си (玉龙山天恩寺) или Храм Нефритового Дракона на дороге Сибу-Бинтулу сочетает в себе черты буддизма, даосизма и конфуцианства. Храм Нефритового Дракона считается крупнейшим храмом Юго-Восточной Азии.

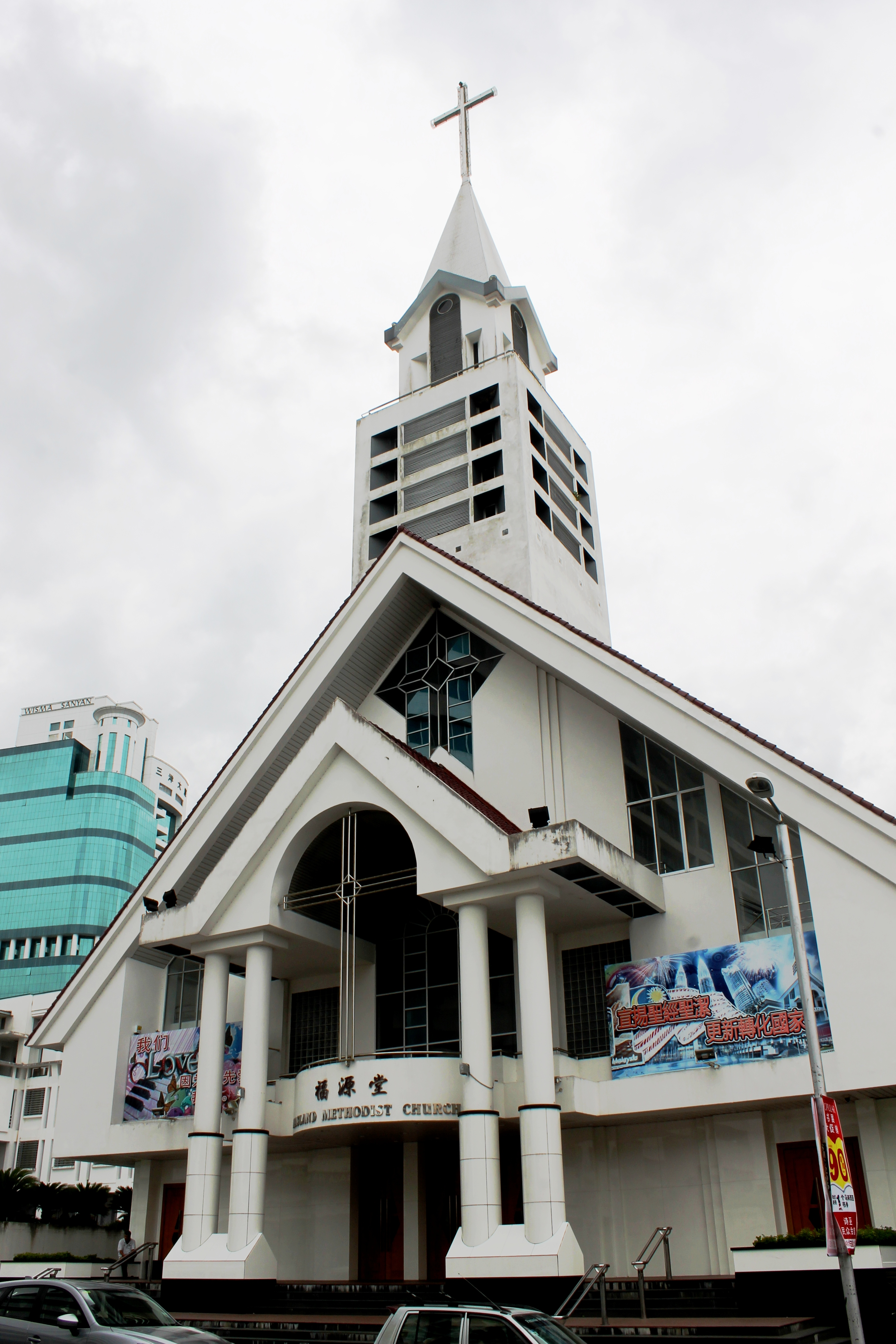
Методистская церковь Масланд
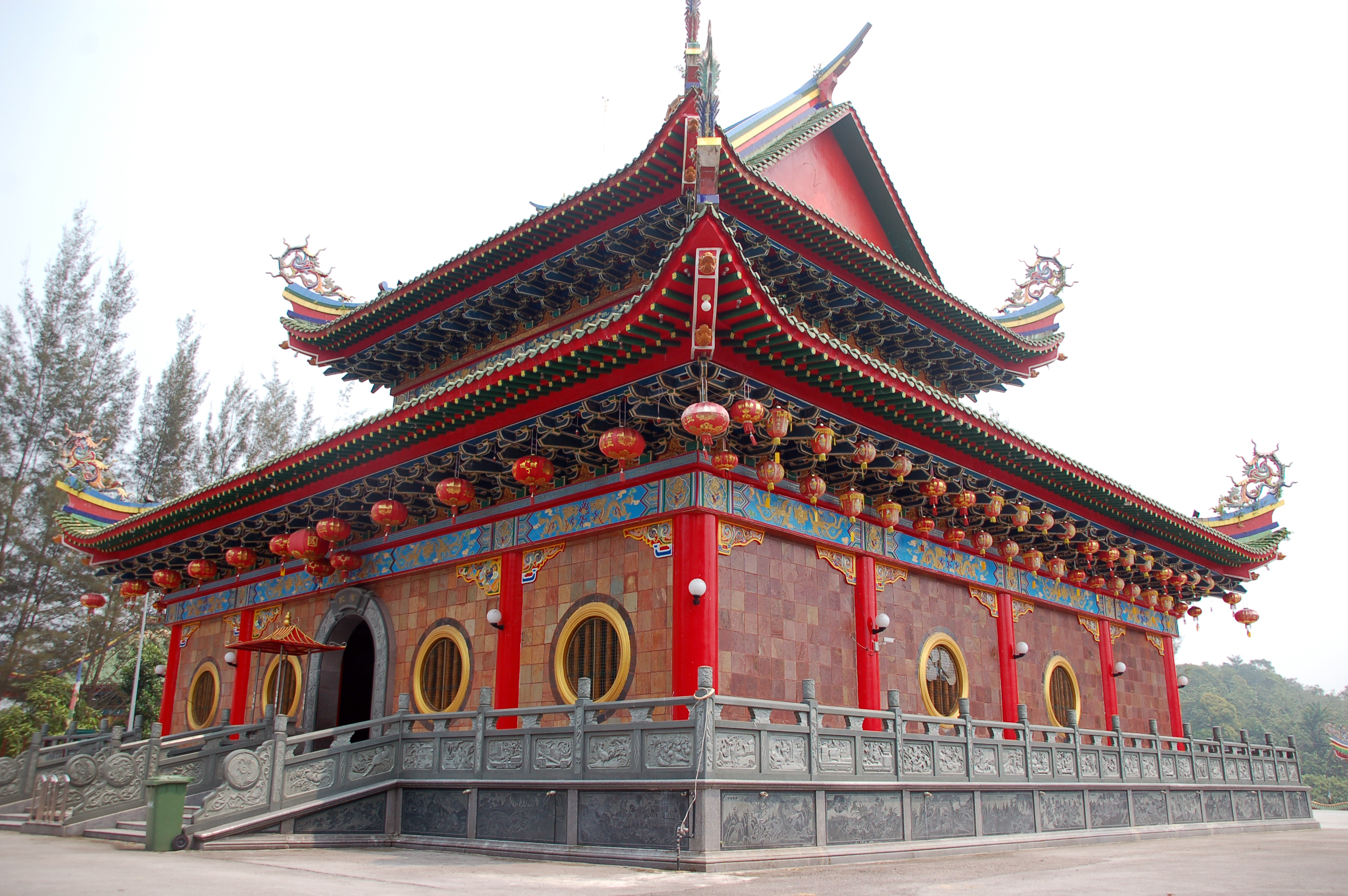
Храм Нефритового Дракона
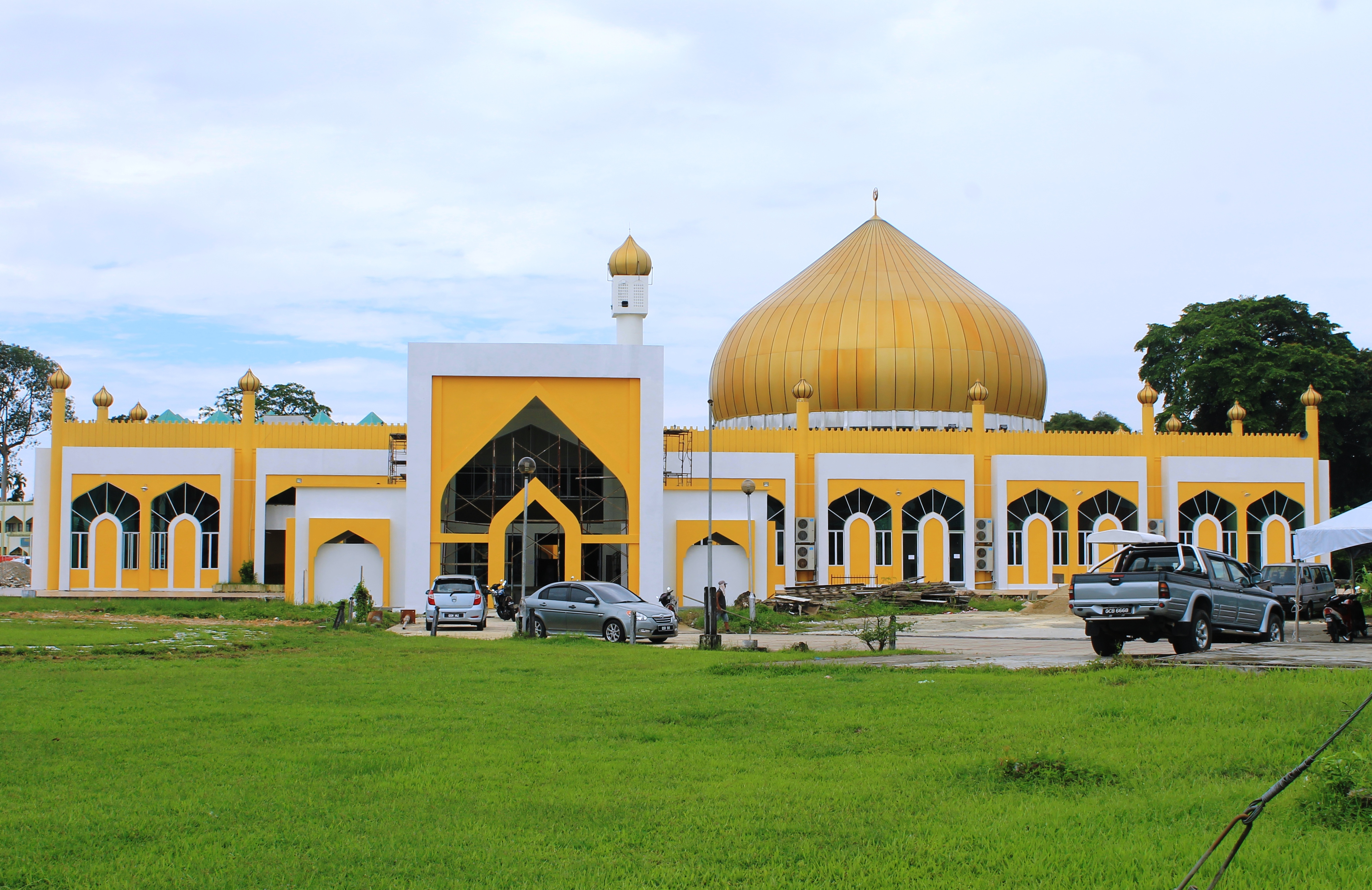
Мечеть Ан-Нур

## Экономика

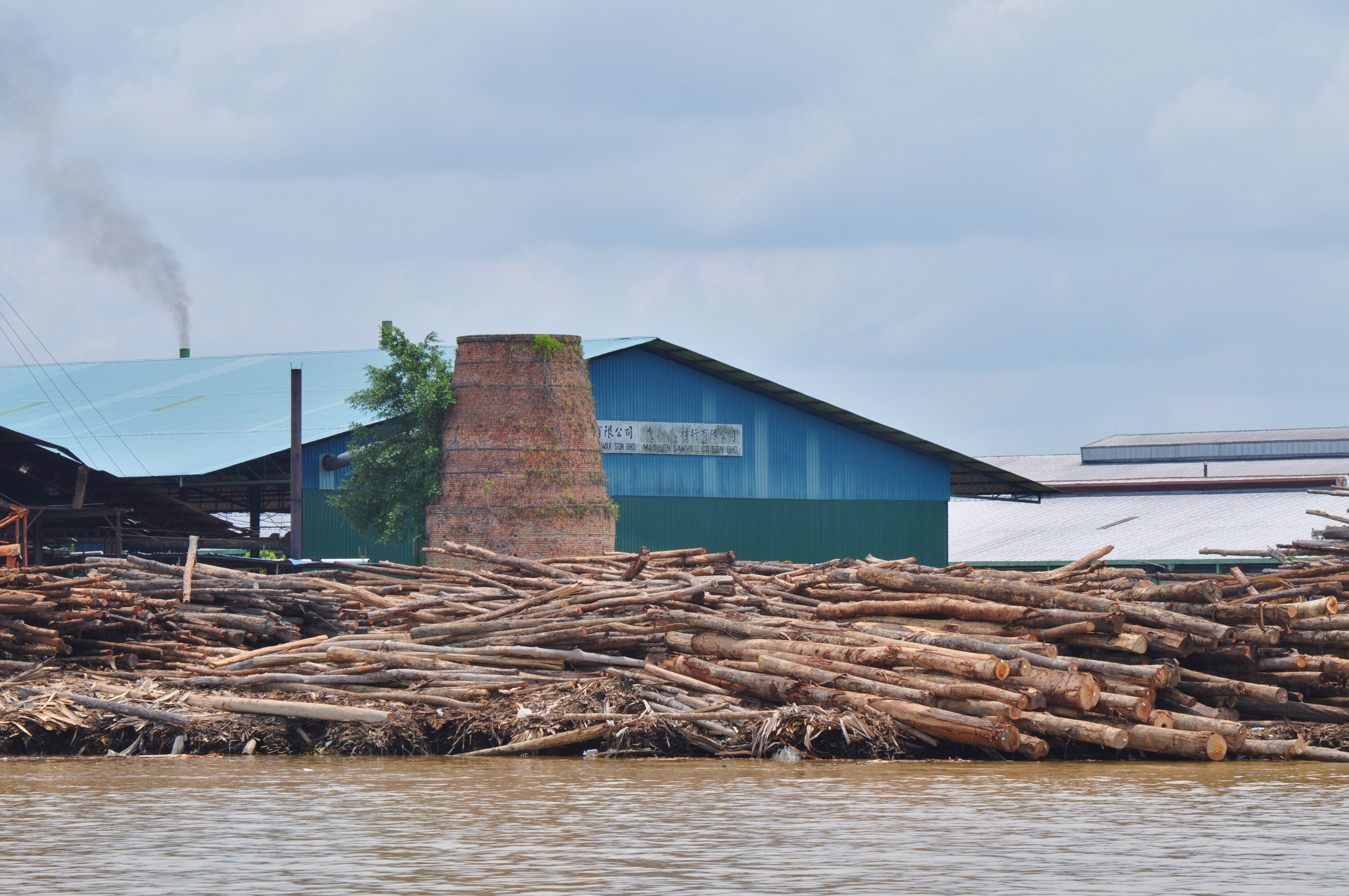
Брёвна перед лесопильной у реки Раджанг

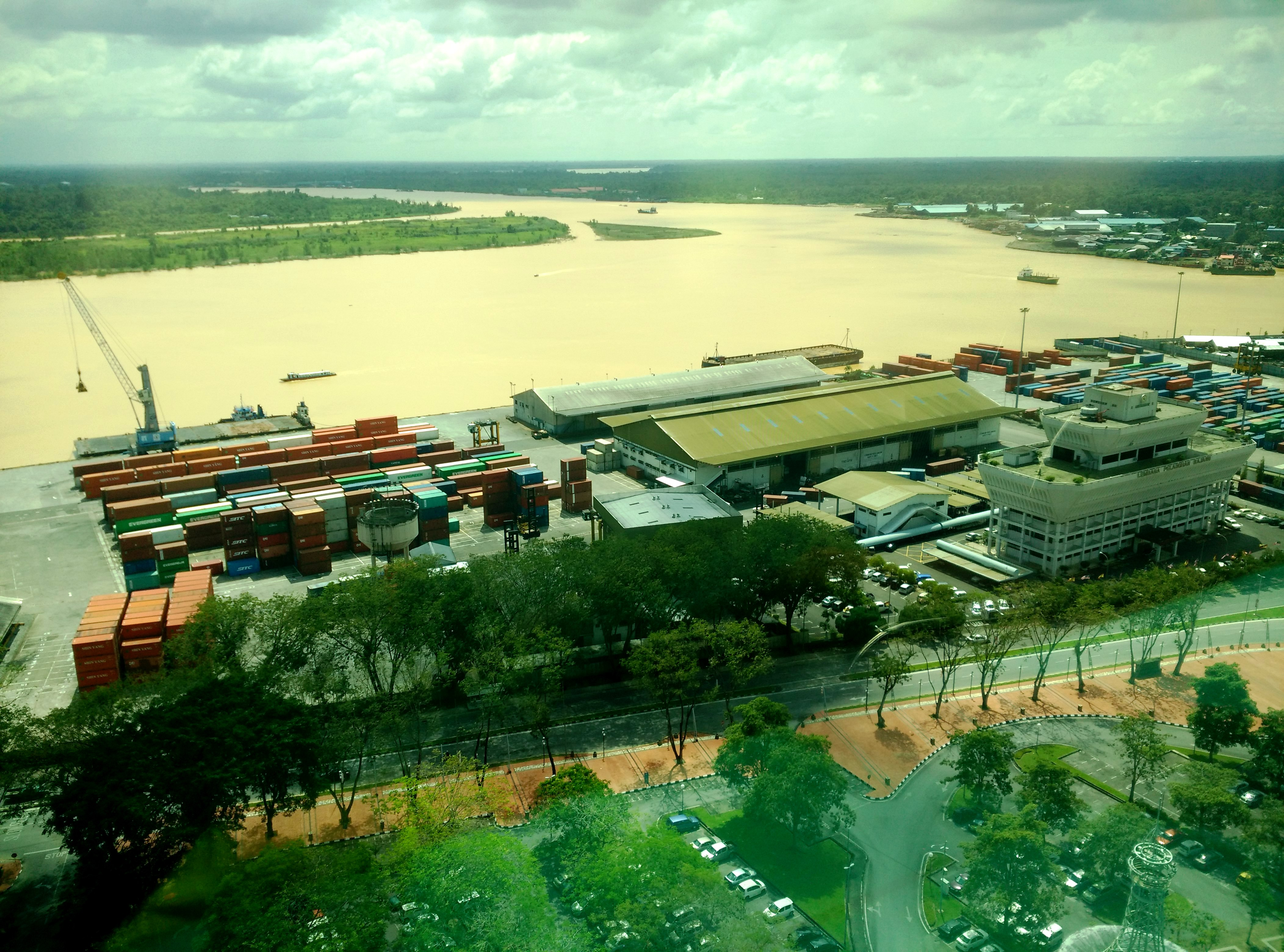
Администрация порта Раджанг и портовые сооружения

В первое время китайские переселенцы из Фучжоу хотели превратить город в центр выращивания риса, однако попытки успехом не увенчались, поскольку для этого не подходила местная почва. В августе 1909 года Чарльз Брук согласился предоставить землю китайским фермерам Сибу и поощрил их развивать каучуковые плантации. Местные фермеры позже использовали прибыль от продажи каучука и создали магазины на рынках Сунгай-мера и Дурин, некоторые — открывали прибыльный бизнес в лесной промышленности. Во время коммунистического мятежа в городе в 1970-х годах, фермеры были вынуждены отказаться от каучуковых плантаций из-за объявленного правительством военного положения, которое запрещало им помогать коммунистам.
Лесная промышленность в Сибу процветала в 1940-х и 1950-х годах, по своему экономическому значению превзойдя каучуковые плантации в 1960-х годах. В Сибу находятся штаб-квартиры нескольких глобальных холдингов, таких как Римбунан Хиджау, Та Анн Холдингс Берхад, Саньян Груп, WTK, Саравак Компани и Азия Плайвуд Компани. Лесопереработка и экспорт стал основной экономической движущей силой в городе. Развитие лесной промышленности в Сибу было поддержано кредитами, выданными первыми китайскими банками в Сибу: Ва Тат Банк (1929), Хок Хуа Банк (1952) и Конг Мин Банк (1965). В 1958 году HSBC, крупнейший иностранный банк в Малайзии, начал свою банковскую деятельность в Кучинге, а в следующем году в Сибу. В ноябре 2013 года HSBC решил закрыть все свои коммерческие банковские секторы в Сараваке после того, как банк был обвинён в поддержке нелегальных лесозаготовительных работ в губернаторстве.
Судостроительный бизнес в Сибу был организован в 1930 году для снабжения деревянными лодками для речного и прибрежного плавания и процветал в 1970-х и 1980-х годах вместе с ростом экспорта тропической древесины из Саравака. Позднее стали создаваться проекты по строительству барж для перевозки брёвен, паромов, пассажирских катеров, однако все выпущенные судна были малого или среднего размера. В общей сложности, в Сибу сорок верфей. Построенные в Сибу лодки часто экспортируются в соседние губернаторства и даже государства — Сабах, Западную Малайзию, Сингапур, Индонезию и ОАЭ. В 1991 году доход с судостроительного бизнеса в городе составил 50 млн долларов. Также Сибу — единственный город в Сараваке, имеющий автомобильный завод. Завод находится под управлением N.B. Heavy Industries Sdn. Bhd., и выпускает автобусы компаний Ankai, BeiBen, GoldenDragon, Huanghai и JAC Motors. В Сибу имеется две промышленные зоны: Верхний Лананг (в основном, лёгкая промышленность) и Рантау-Панджанг — судостроение.
В городе есть два речных порта: Сибу-порт и Сунгай-Мера, расположенные в 113 км и 116 км от устья реки Раджанг соответственно. Регистровая тонна Сибу-порта — 10 000 тонн, у Сунгай-Мера — 2500 тонн. Сибу-порт используется, в основном, для обработки древесины и сельскохозяйственной продукции, в то время как Сунгай-Мера — для обработки топлива нефтепродуктов.

## Транспорт

### Земля
Дороги в Сибу находятся под юрисдикцией Муниципального Совета. Из наиболее значимых дорог города следует отметить Брук-Драйв, Арчер-стрит и улицу Вонг Най Сьонг. Сибу также связан с другими крупными городами в Сараваке: с Кучингом — шоссе Пан-Борнео; в начале 2011 года было открыто шоссе Сибу-Танджунг Манис, в апреле 2006 года — мост Лананг, соединивший Сибу в Сарикеи и Бинтангором через реку Раджанг. Мост Дурин был открыт в октябре 2006 года, соединяя Сибу с другими городами, например, Джулау. Мост находится на окраине Сибу — Сибу Джая.

#### Общественный транспорт
В городе есть две автостанции. Местный автобусный вокзал расположен на набережной, неподалеку от причала. Междугородная автобусная станция находится на улице Пахлаван, рядом с которой расположены торговый центр Джая Ли Хуа и отель Медан . Автобусный вокзал на набережной обслуживает окраины города, аэропорт Сибу, Сибу-Джая, Кановит и Сарикеи.
Такси в Сибу работает 24 часа в сутки. Такси можно найти в аэропорту, крупных отелях, такси стоит у причала и на улице Линтанг.

### Вода

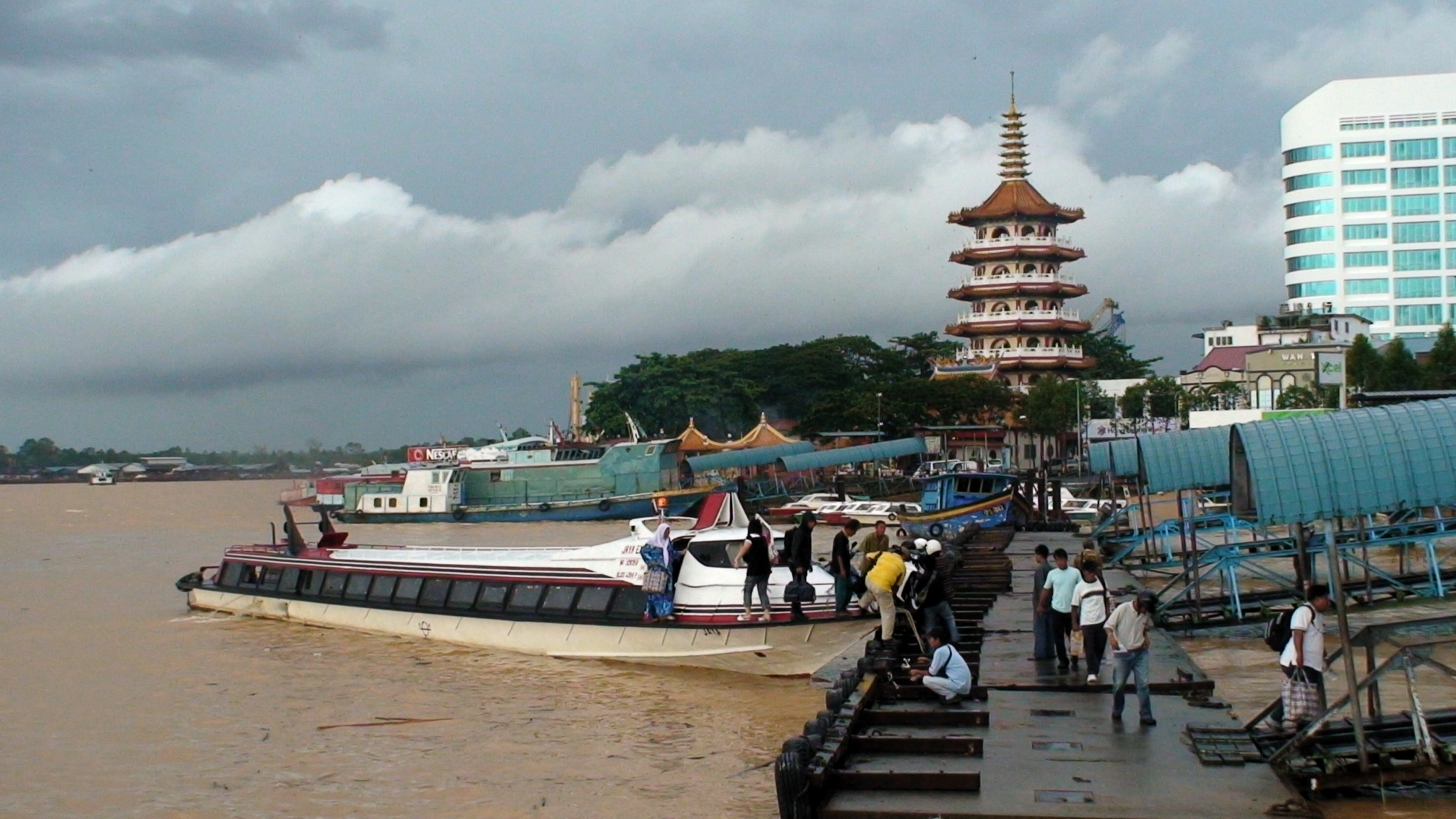

Городской причал расположен на улице Хо Пенг-Лонг, рядом с набережной реки. На экспресс-катере из Сибу можно добраться до округа Беланги, Далата, округа Даро, Капита, Кановита, Кучинга, Сарикеи и округа Сонг. С причала терминала можно увидеть плавучий рынок, который состоит из нескольких больших лодок. Лодки обеспечивают продовольствием сельские общины, живущие вдоль реки и не имеющие доступа к дорогам.

### Воздух

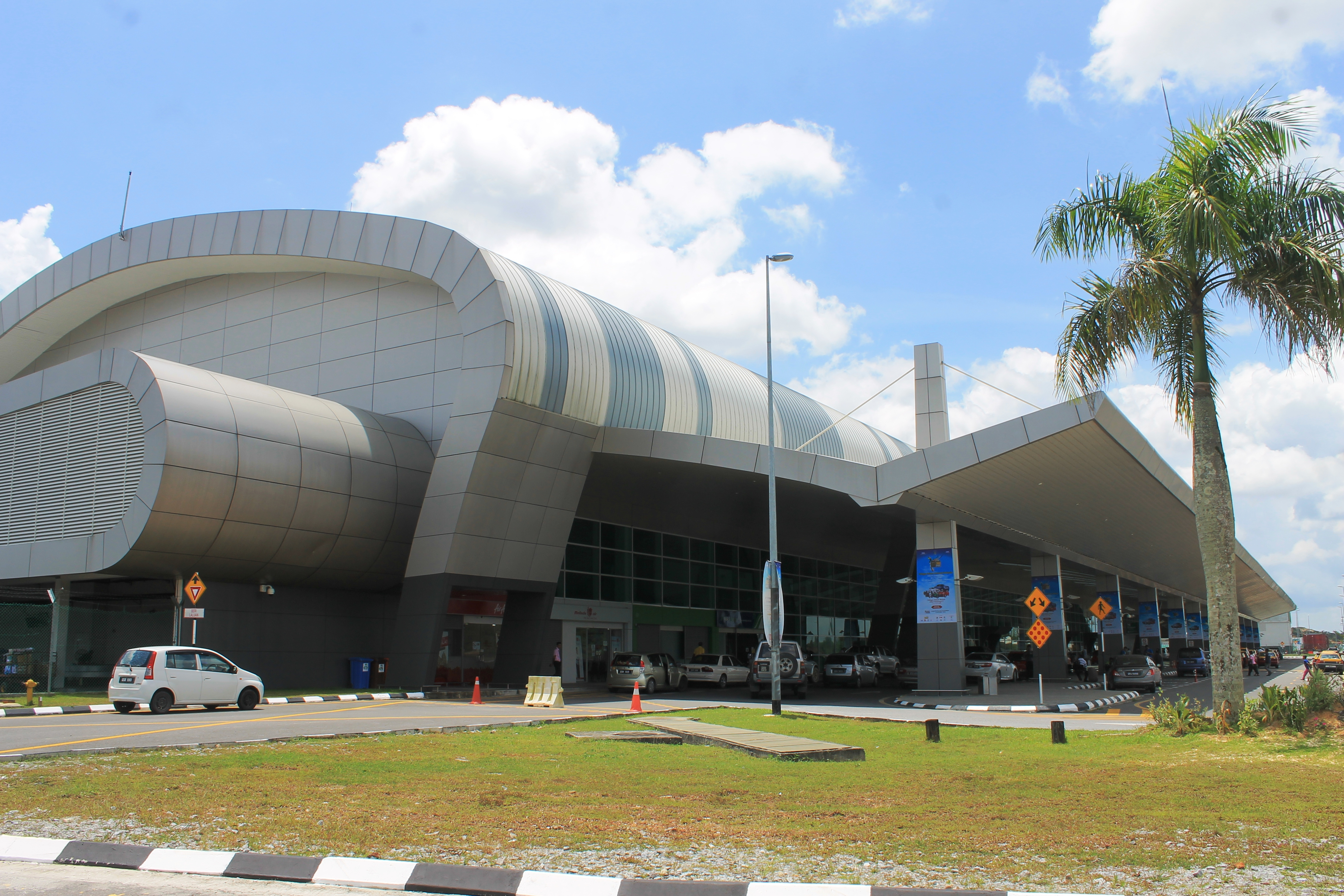
Здание терминала аэропорта Сибу

Аэропорт Сибу был построен в 1994 году и расположен в 25 км от города и километре от Сибу-Джаи. В 2008 году аэропорт обслужил 831 772 пассажиров на 14 672 рейсах. В апреле 2010 года было выделено 130 млн. малайзийских ринггитов из Малайзийского федерального правительства на реконструкцию здания аэровокзала. Здание аэровокзального комплекса — второй по величине в Сараваке после международного аэропорта Кучинга. Аэропорт имеет 2,75 км взлётно-посадочной полосы. Malaysia Airlines, AirAsia и MASwings осуществляют прямые рейсы до всех крупных городов в Сараваке, таких как Мири, Бинтулу, Кучинг и отдельных направлений, например, Кота-Кинабалу, Куала-Лумпур и Джохор-Бару. В октябре 2011 года авиакомпания Firefly прекратила свою услуги в Сараваке, а в июне 2014 года Malindo Air — в аэропорту Сибу из-за низкого числа пассажиров.

## Другие утилиты

### Суды, правоохранительные органы и преступность

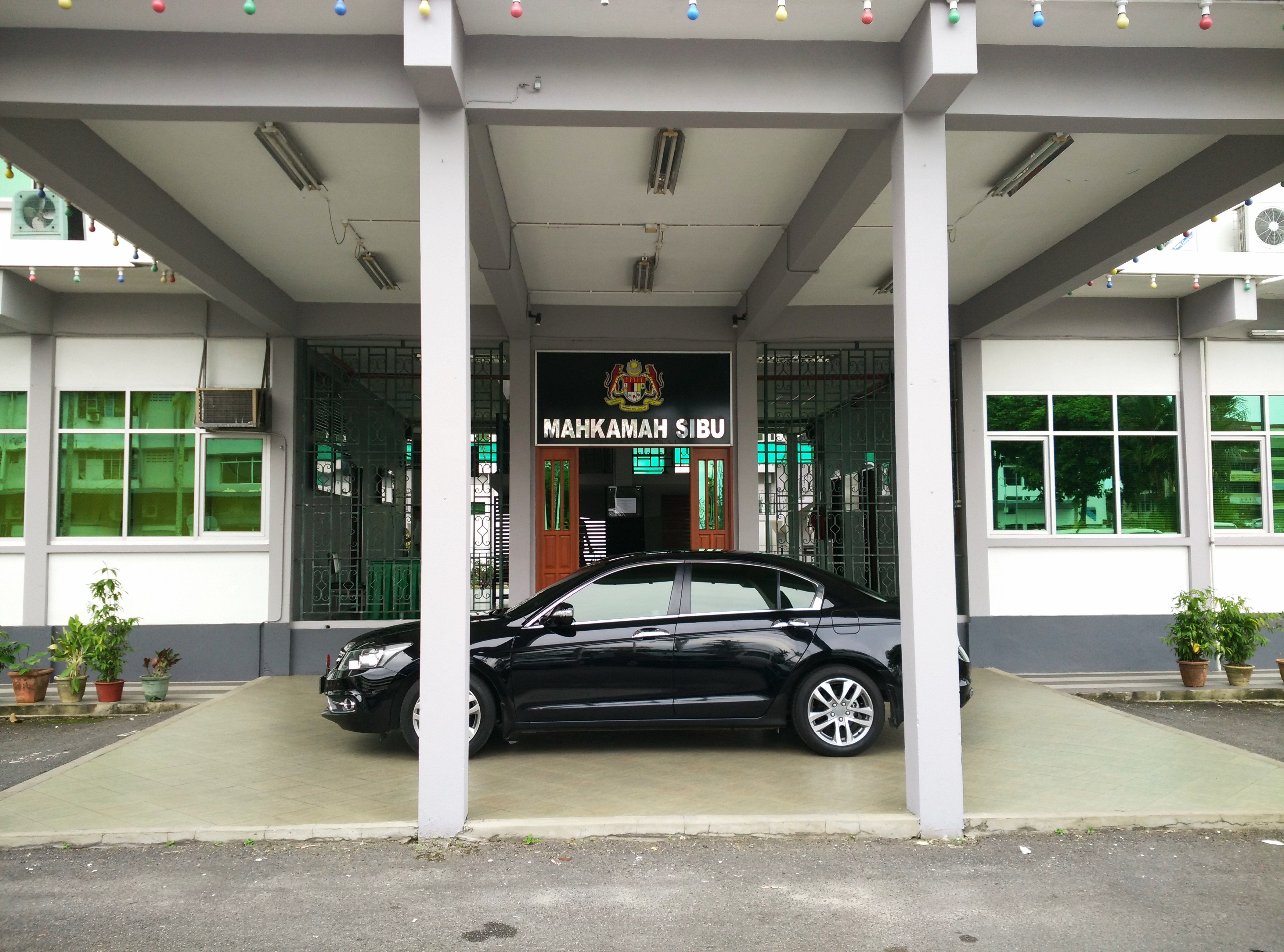
Суд Сибу

Здание суда города расположено на улице Тун Абанг Хаджи Опенг. Главное здание суда состоит из Высокого суда, зала судебных заседаний и мирового суда. В городе также есть Шариатский суд, расположенный на улице  Кампунг Ньябор. Центральный полицейский участок расположен там же. Помимо прочего, в городе есть тюрьма.
Тионг Кинг Синг, депутат от Бинтулу, выразил обеспокоенность в связи с бандитизмом в Сараваке, особенно в городе Сибу ещё в 2007 году. В 2008 году началась операция «Кантас Кеньяланг», имевшая конечной целью подавление преступных группировок в губернаторстве. В сентябре 2013 года начальник полиции города  заявил, что преступные группировки «Ли Лонг», «Сунгай Мера» и «Туа Чак Ли» прекратили своё существование, и город свободен от организованной преступности. В 2007 году в городе насчитывалось 25 преступных группировок; по состоянию на 9 октября 2013 года их число уменьшилось до семи. В сентябре 2014 года Королевская полиция Малайзии со штаб-квартирой в Букит Амане, Куала-Лумпур, заявила, что 16 местных бандитских группировок «по-прежнему активны в Сараваке, особенно в Сибу, но они не представляют никакой серьёзной угрозы».

### Здравоохранение

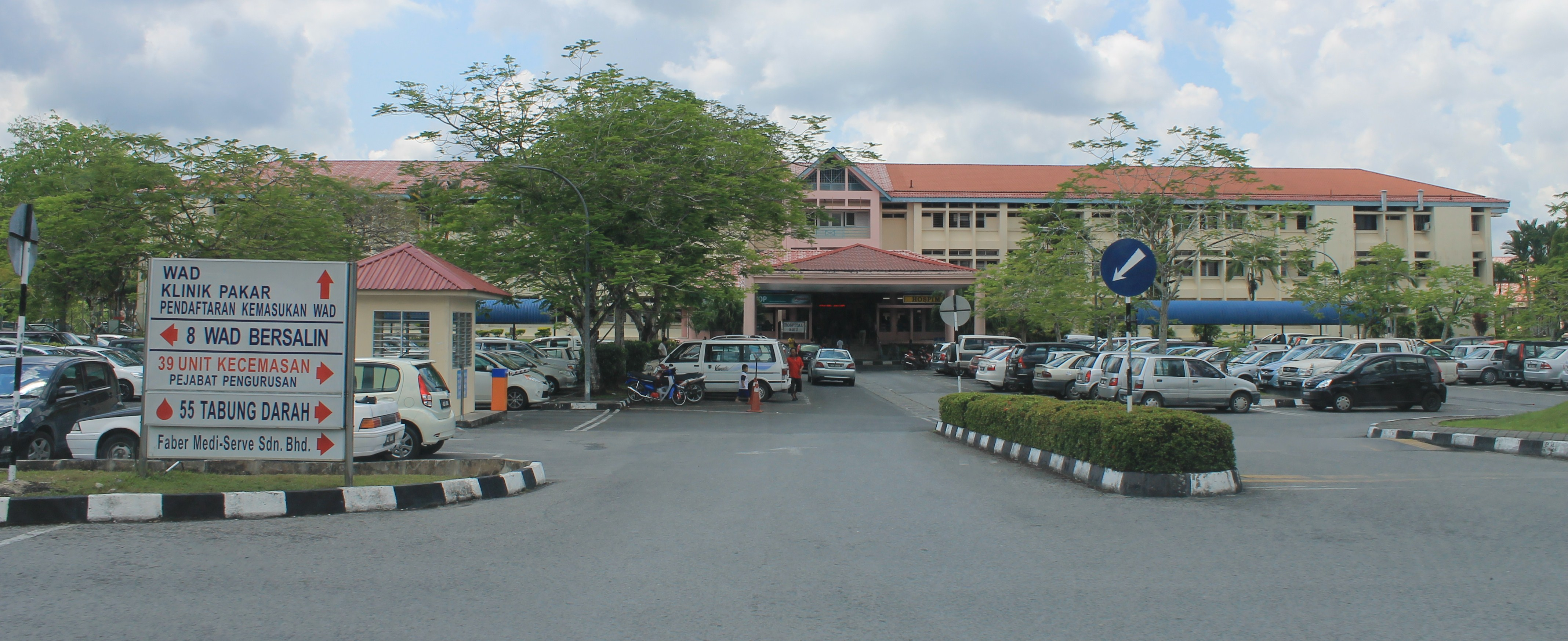
Госпиталь города

Больница Сибу — вторая по величине в Сараваке. Городская больница также является учебным госпиталем для магистрантов из Саравакского университета (UNIMAS).
В городе также есть две поликлиники: Лананг и Ойя, одна из поликлиник города стала впервые в Малайзии проводить эхокардиографию. В городе присутствуют несколько аптечных пунктов: B Y Chan pharmacy, Central Pharmacy, Lot 9 Pharmacy и Cosway Pharmacy.

### Образование

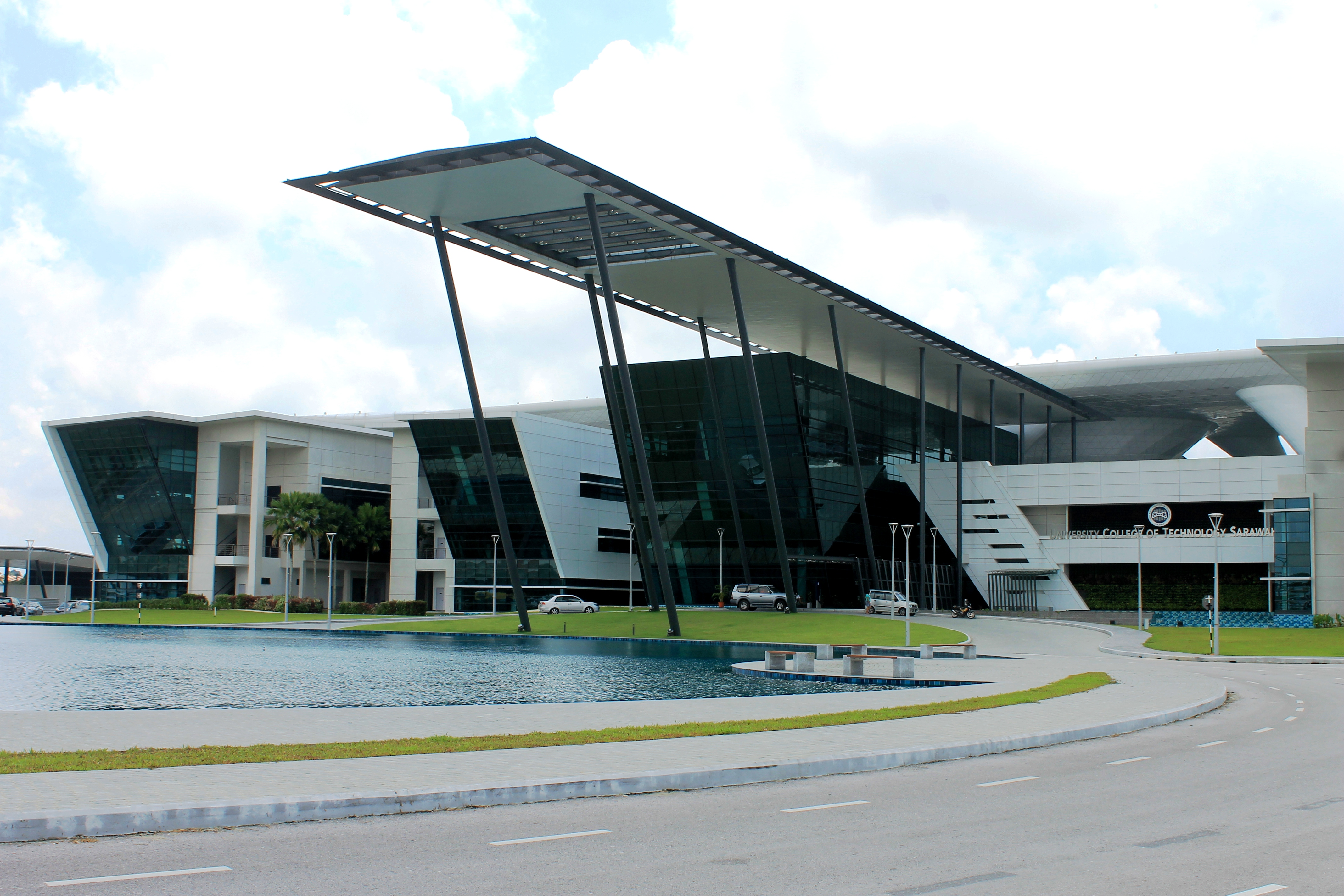
Технологический колледж Саравака

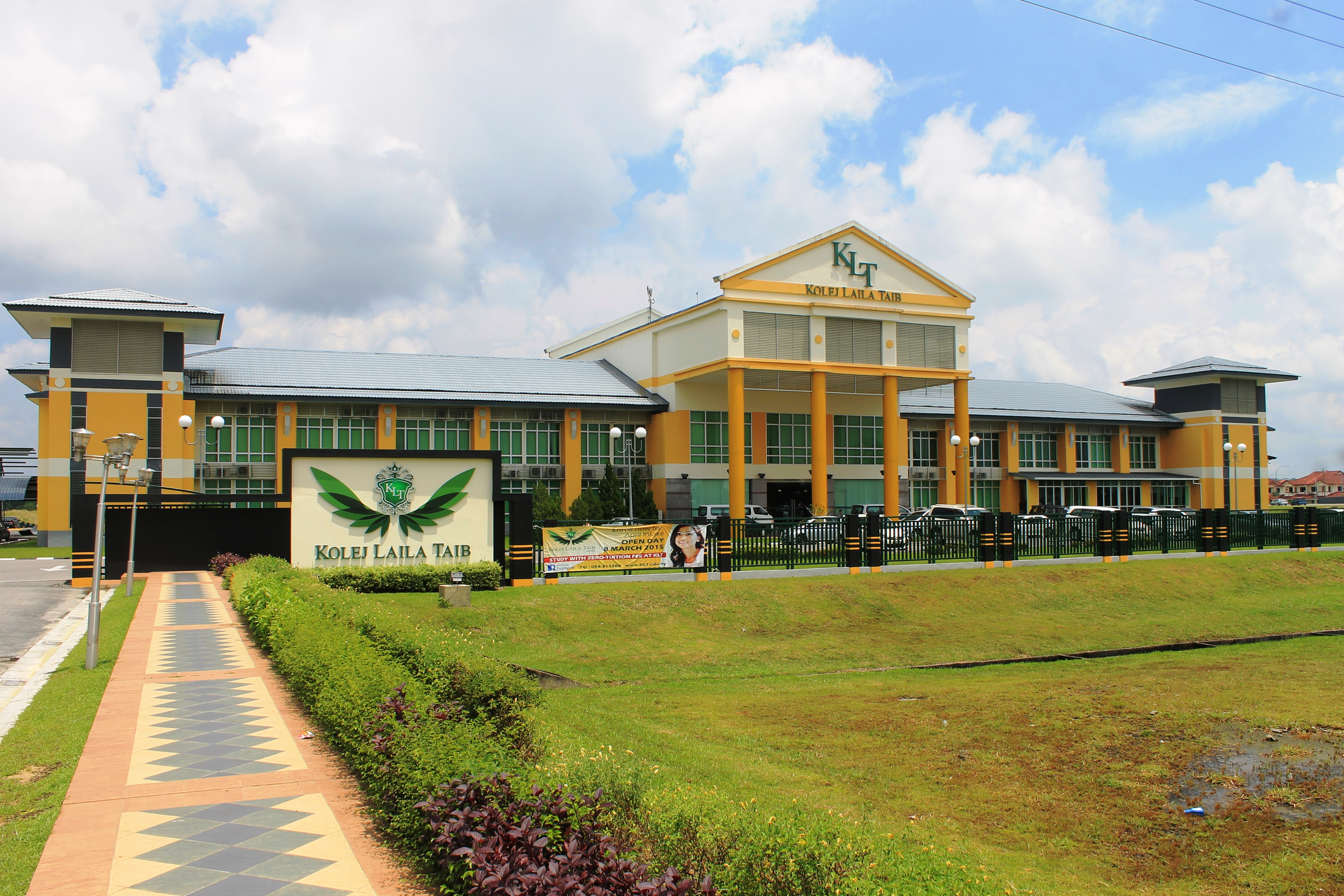
Колледж Лайла Таиб, Сибу

В Сибу всего около 85 начальных школ и 23 средних. Начальные и средние школы города, в рамках национальной системы образования, управляются соответствующим округом, офис которого расположен на Брук-Драйв. Старейшая школа Сибу — Сакред Хёрд — была основана в 1902 году Джеймсом Гувером. В  следующем году Гувер основал Методистскую англо-китайскую школу, которая в 1947 году стала Методистской начальной и средней школой. Начальная школа Ук Даик, построенная в 1926 году, является одной из старейших китайских начальных школ в городе, а построенная в 1954 году начальная школа Сент-Мэри — старейшей английской школой в области. В Сибу также есть пять Китайских независимых школ, наиболее примечательными из которых являются католическая (1961) и средняя школа Вонг Най Сионг (1967). Все Китайские независимые школы в Сибу находятся под контролем Ассоциации частных китайских средних школ области Сибу. В 2013 году в городе открылась Международная школа Вудлэндс, которая предлагает курс Кембриджского университета (CIE).
В 1997 году в Сибу на улице Теку открылся Объединённый колледж Саравак, переименованный в 2010 году в Лайла Таиб. Этот колледж предлагает бухгалтерские и инженерные курсы, курсы бизнес-подготовки, гражданского строительства, архитектуры, электротехнической и электронной промышленности. Технологический колледж Саравак, расположенный прямо напротив Лайла Таиб, впервые принял студентов в сентябре 2013 года. В 1967 году в городе была основана средняя школа Пиллей Мемориал.

### Библиотеки

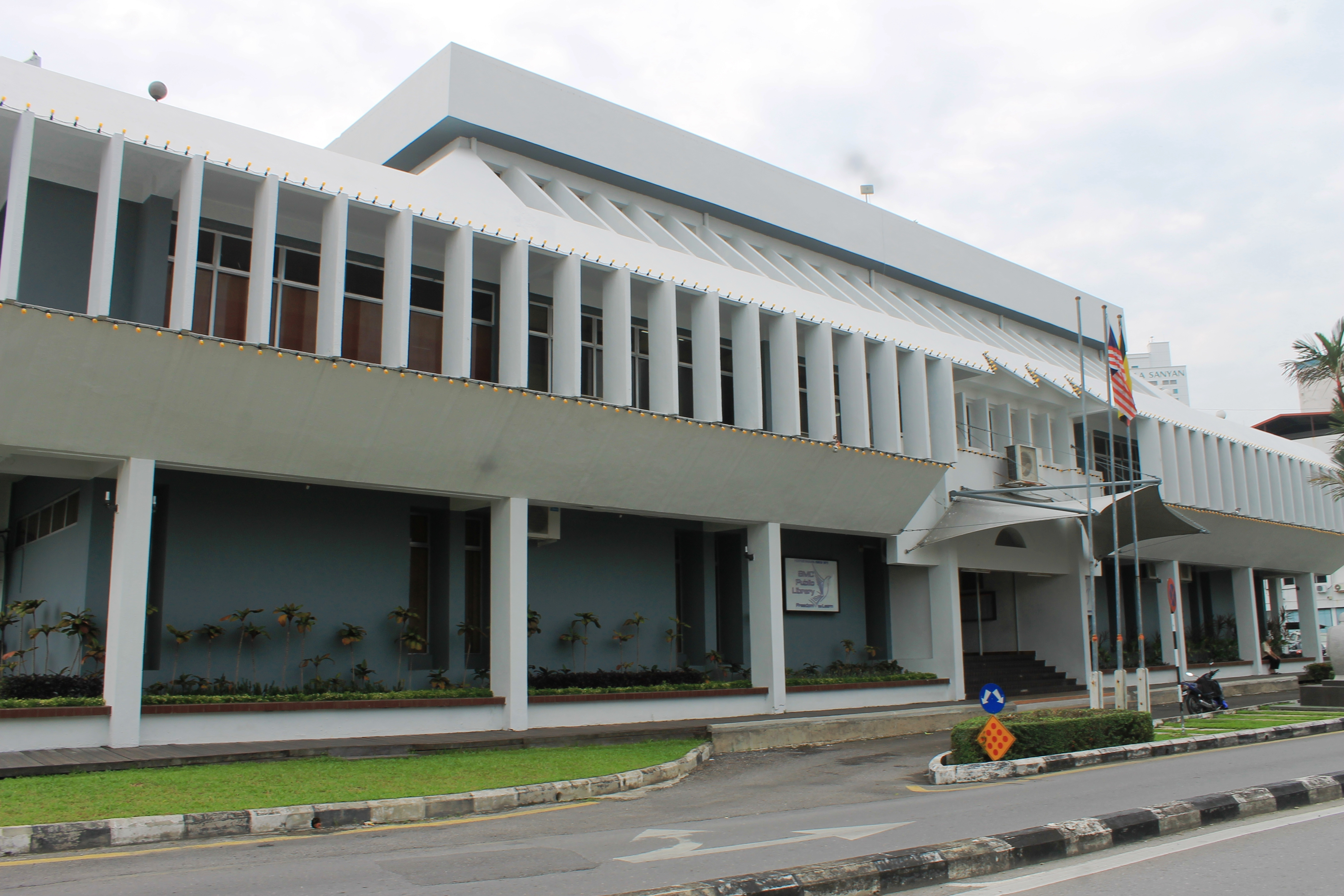
Библиотека города

Первая публичная библиотека в Сибу —  Методистская миссионерская библиотека, открытая в 1950-х годах, контроль над которой получил городской совет города в 1955 году. Библиотеке прошла серьезную модернизацию в 2014 году. Другая публичная библиотека — культурный центр «Линь-Цзы Минь» (林子明文化館) был открыт местной китайской общиной в 1980 году; в центре хранятся многие книги на китайском языке. Ещё одна библиотека находится в 26 км от Сибу в районе Сибу-Джая.

## Культура и отдых

### Достопримечательности и места отдыха

#### Культурные

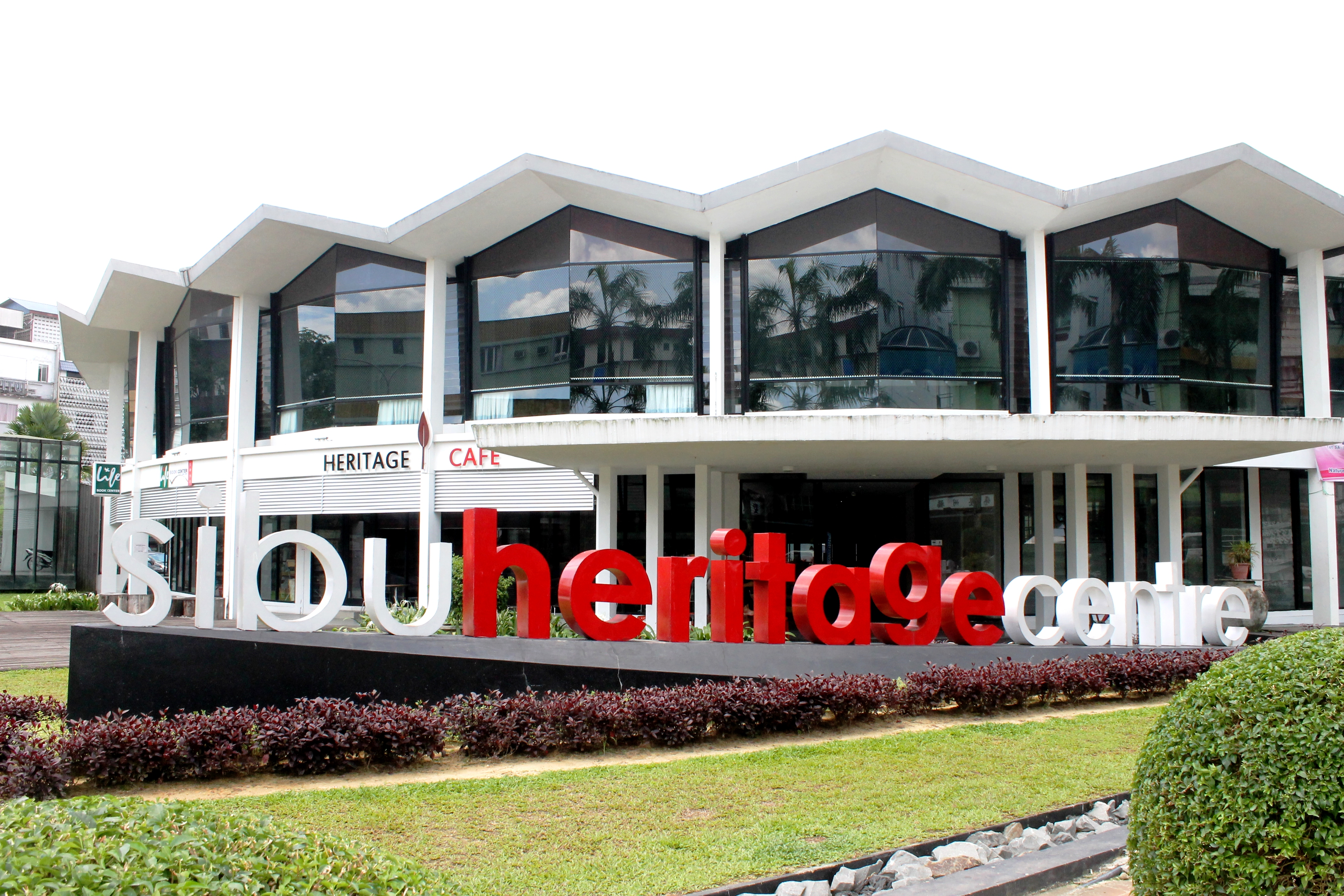
Музей Сибу

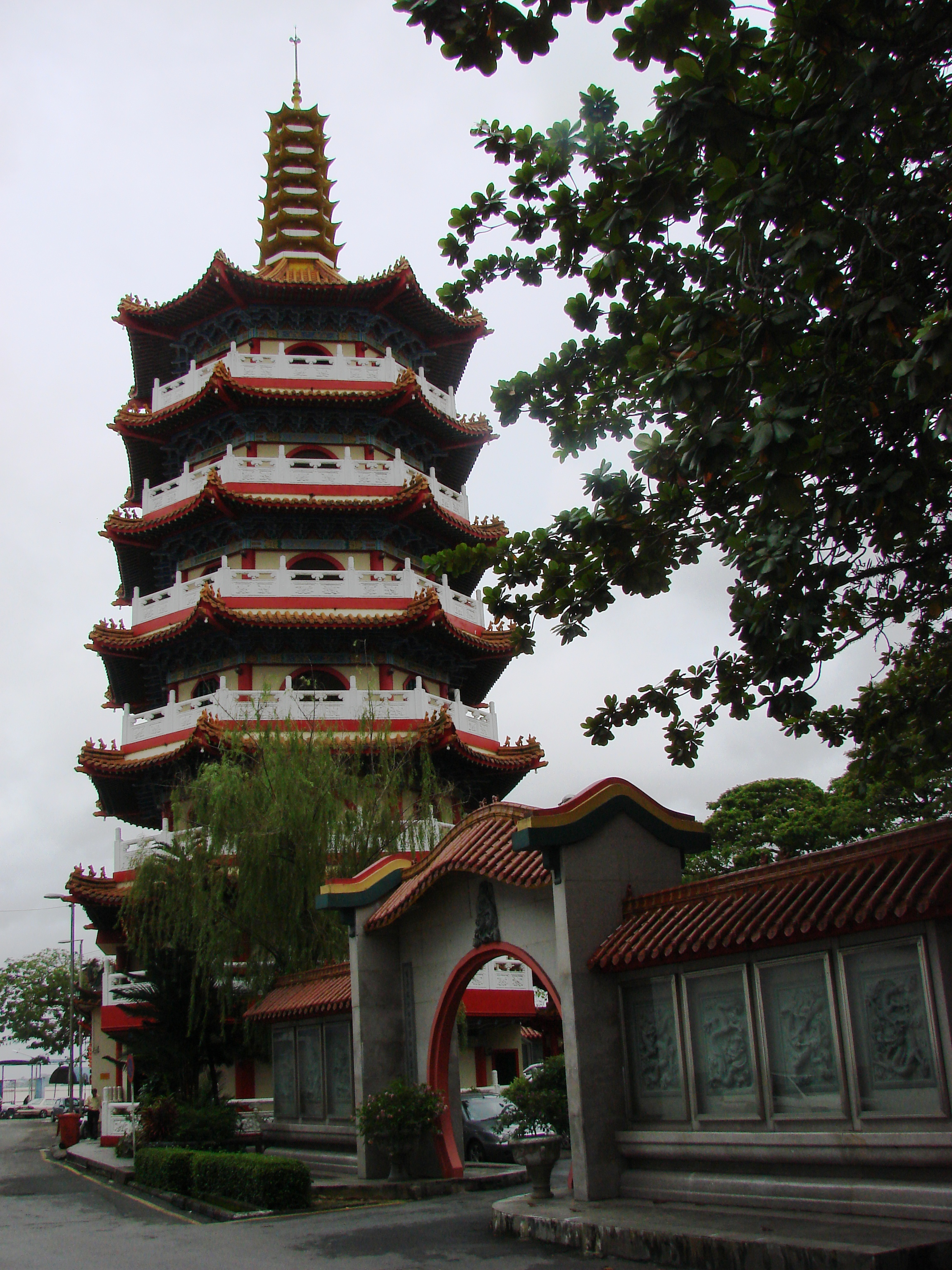
Храм Туа Пек Конг

С 2005 года каждый год в июле, в течение 10 дней, муниципальный совет Сибу организует культурный фестиваль Борнео. Это праздник традиционной музыки, танцев, конкурсы, в рамках фестиваля проходит и конкурс красоты. Каждый год фестиваль посещают до 20 000 человек. С 2005 года фестиваль не проводился всего лишь однажды — в 2011 году. Дважды в истории города проводился фестиваль китайской культуры (全國華人文化節): в 2001 году (18-й фестиваль) и в 2009 (26-й фестиваль). Международный танцевальный фестиваль на легальной основе также проводится в городе с 2012 года — как правило, с июня по сентябрь, и длится обычно 5 дней. За время истории проведения МТФ в городе собиралось от 14 до 18 международных танцевальных коллективов. Помимо непосредственно танцев, в программу фестиваля также входят семинары, конференции и спектакли на открытом воздухе.
В 40 минутах езды от города находятся девять длинных домов ибанов — Баванг Ассан. Эти постройки датируются XVIII веком, и на сегодняшний день являются обычными жилыми постройками. Длинные дома ибанов демонстрируют их образ жизни, обычаи, традиционные танцы и музыку. В городе работают три завода по производству керамики: обычно изготавливаемые там предметы в основном изображают традиционную культуру аборигенов.

#### Исторические
В общей сложности, в городе можно выделить девять достопримечательностей: городской музей, мечеть Масджид аль-Кадим (построена в 1883) мемориальный комплекс (в настоящее время, место захоронения Росли Доби около мечети Ан-Нур), старое исламское кладбище, больницу Лау Кинг Хов, площадь Гувера, храм Туа Пек Конг, и Центральный городской рынок. Все эти достопримечательности находятся на близком друг от друга расстоянии. Туа Пек Конг — буддистский и даосский храм, основанный в 1870 году. Семиэтажная пагода Гуаньинь была построена в 1980-х годах. Больница Лау Кинг Хов — единственный музей медицины Малайзии.

#### Отдых и заповедники

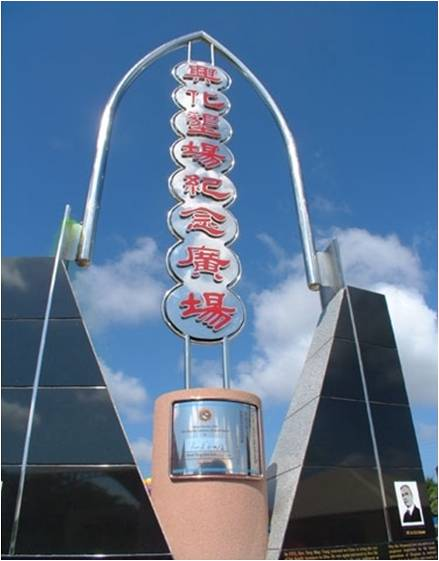
Мемориальный Парк Хин Хуа

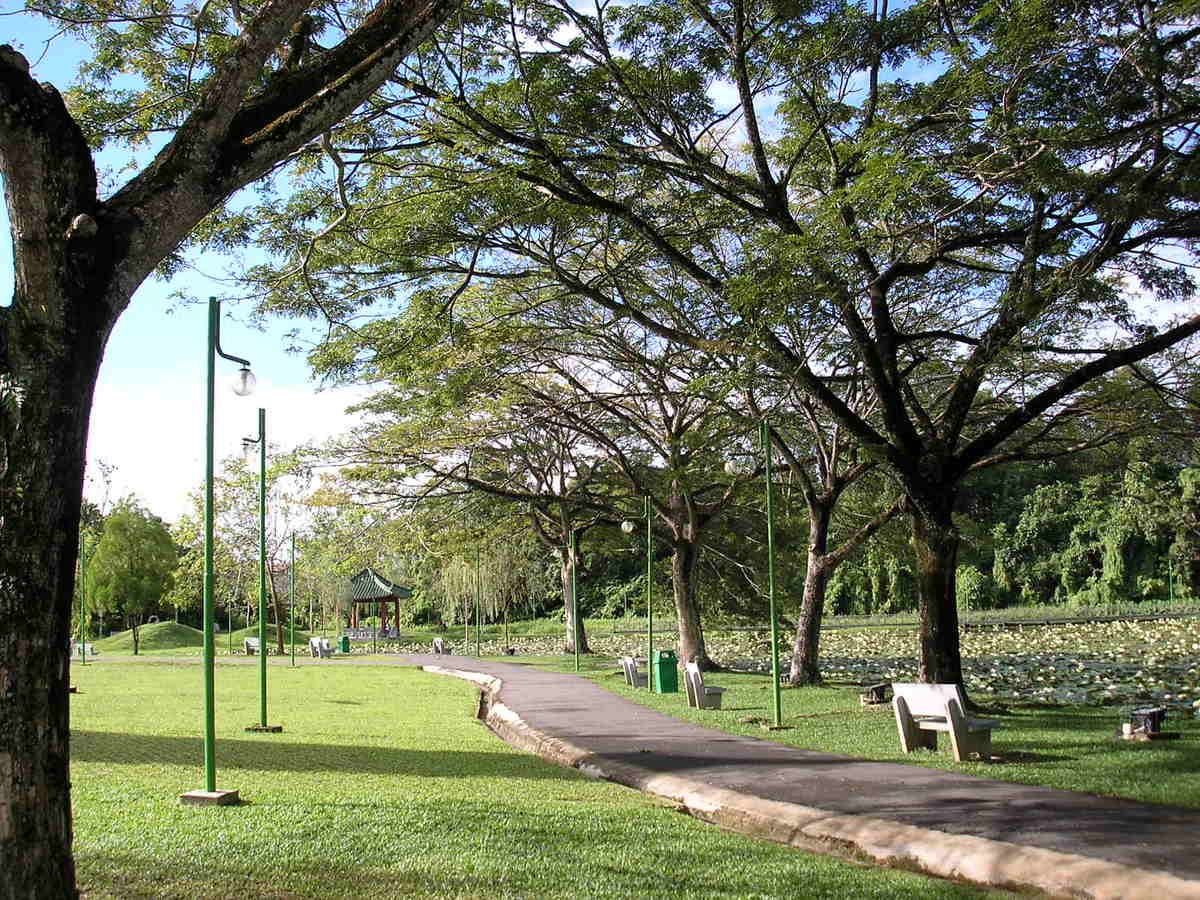
Сад Кутиен

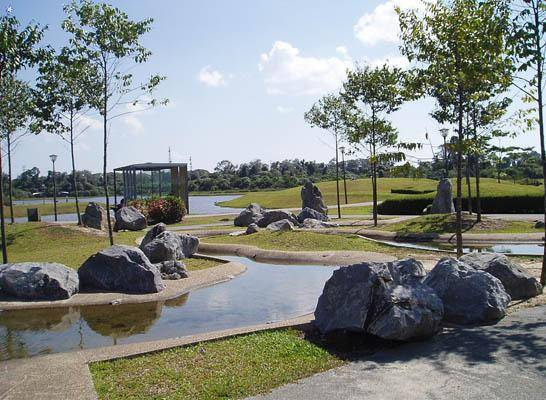
Сад Пермай Лейк

Парк Букит-Ауп был открыт в марте 1993 года и расположен в 10 км от города Сибу, общая площадь парка — 24 акра. Именно в парке Букит Ауп находится высочайшая точка города — 59 м над уровнем моря.
Торфяные болота и лесной заповедник Букит Лима, размером 390 га, был объявлен охраняемой зоной с октября 1929 года. В январе 2001 года. Парк управляется лесной корпорацией Саравак..

#### Спорт

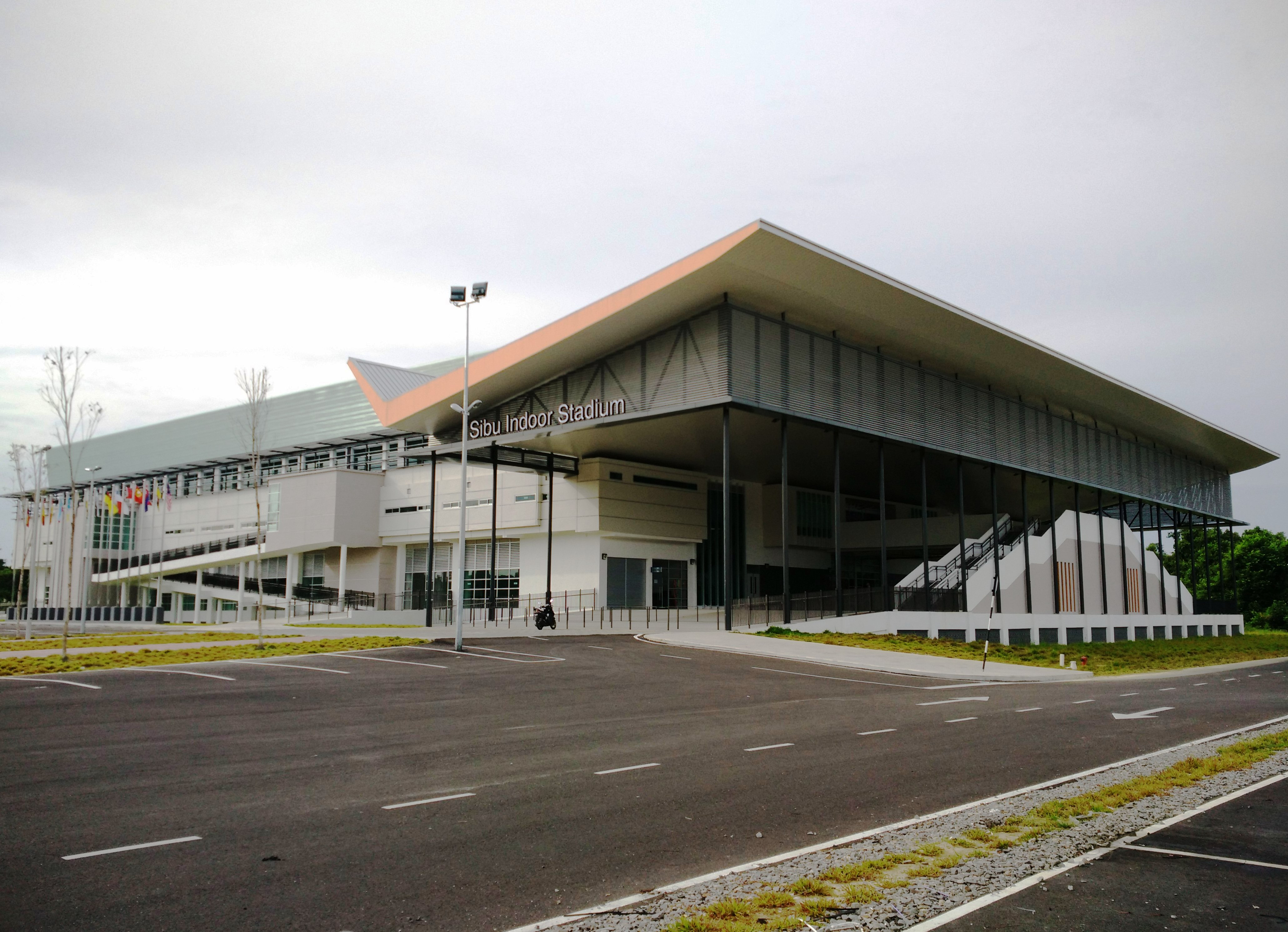
Крытый стадион Сибу

На территории города есть три стадиона: стадион Тун Заиди, Крытый стадион Сибу и стадион воллебольной ассоциации.
Иногда на крыше Висма-Саньян (самое высокое здание в Сараваке, высотой 126 метров) проходят соревнования по бейсджампингу..
С 2001 года каждый год в парке Букит Ауп проводятся соревнования по лёгкой атлетике.

#### Другие достопримечательности

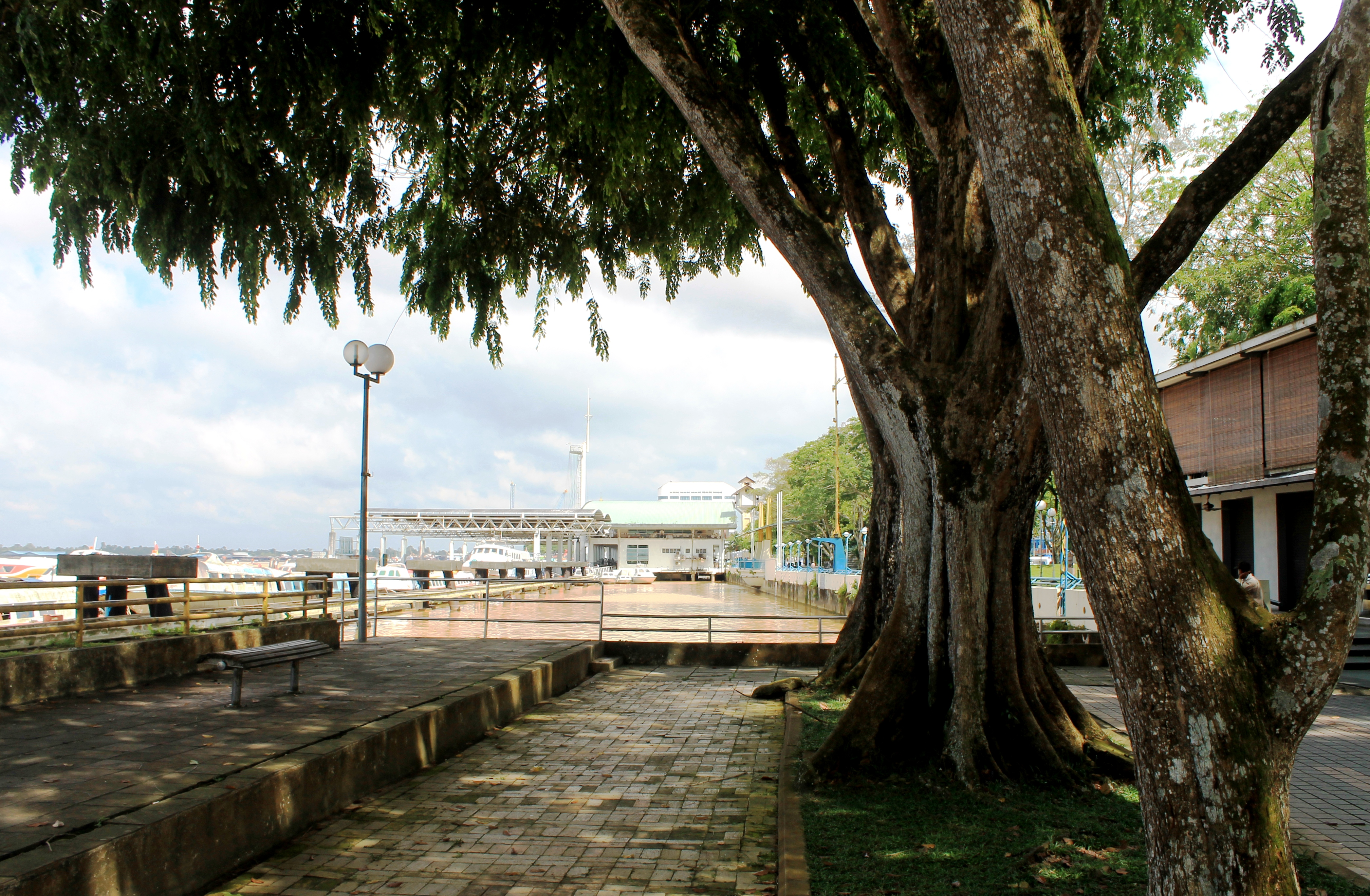
Парк Раджанг Эспланад

#### Магазины

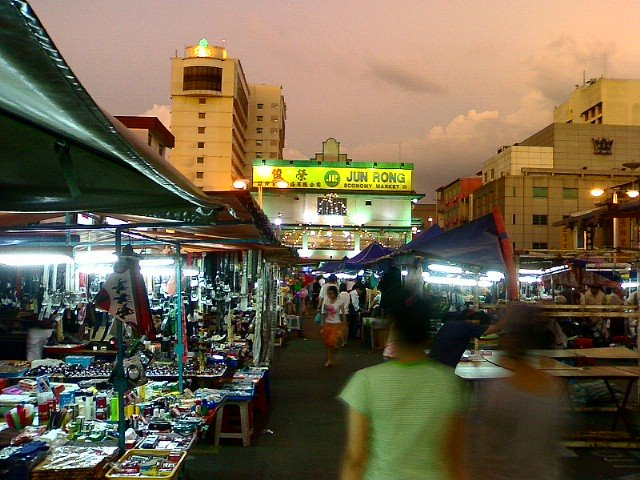
Вид ночного рынка Сибу до переезда

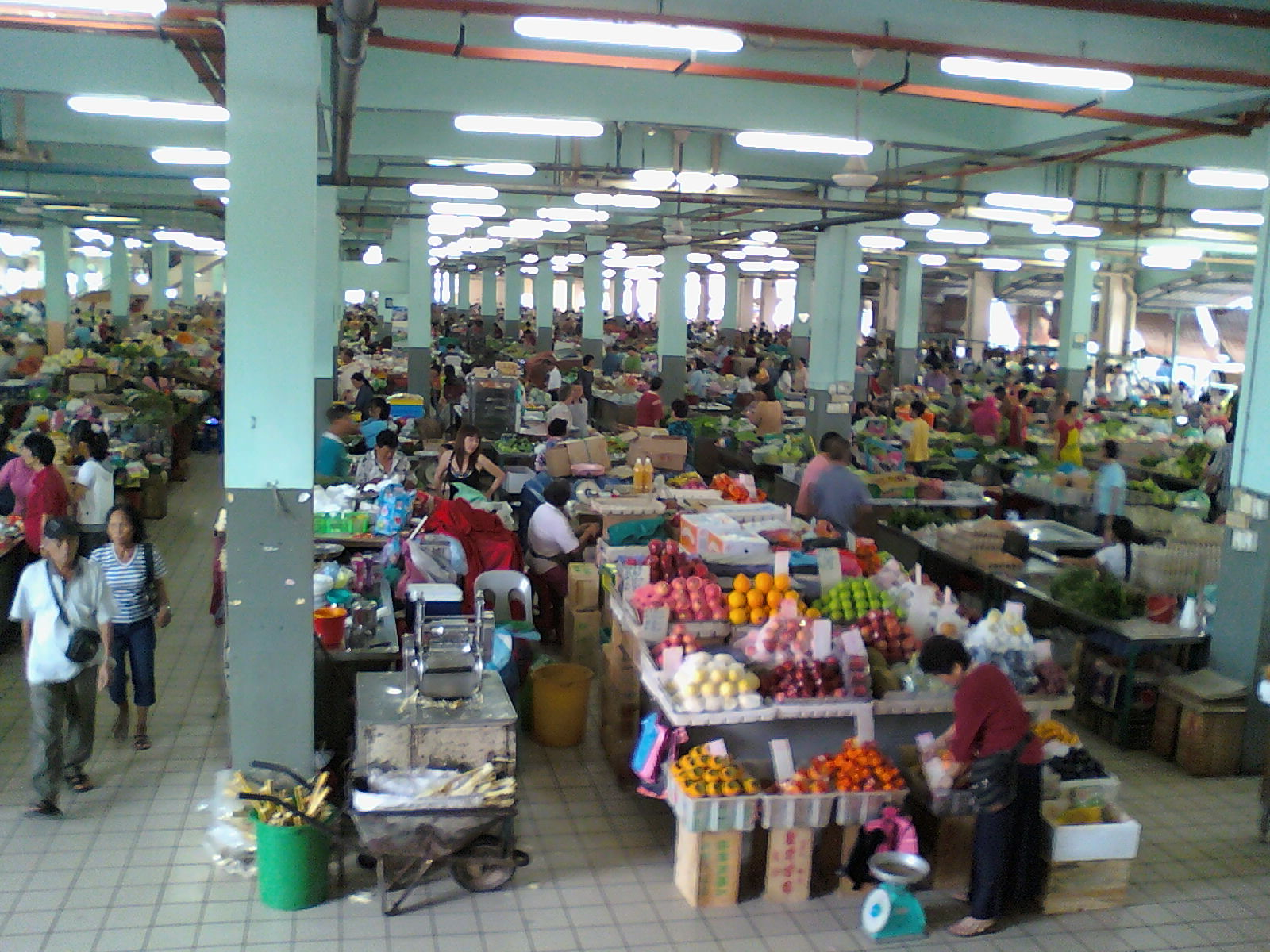
Центральный рынок Сибу

Сибу имеет ряд торговых центров: Висма-Саньян, Медан Молл, торговый комплекс Синг Квонг, Дельта Малл, Стар Мега Молл, Эвервин и гипермаркет Гайант.
Ночной рынок Сибу был создан в 1973 году и изначально был расположен в центре города. Местные торговцы, как правило, открывали свои мобильные ларьки с пяти до десяти вечера каждый день. Продавцы предлагали товары для дома, обувь, одежду и продукты. В августе 2012 года рынок переехал в сад Баттерфлай на Кросс-Роуд возле храма Туа Пек Конг, чтобы решить ситуацию с пробками.
Центральный рынок Сибу — крупнейший крытый рынок в Сараваке.

## Известные люди
- Абан-Абан Мухаммад Салахуддин Бариенг — 3-й и 6-й губернатор Саравака[228].
- Ахмад Заиди Адрус — 5-й губернатор Саравака.
- Туанку Буджанг Туанку Отман — 2-й губернатор Саравака.
- Тан Шри Доктор Вонг Сун Кай — бывший заместитель главного министра Саравака и бывший президент Народной партии Саравака (НПС)[229].
- Роберт Лау Нои Чев — бывший член парламента от Сибу и бывший заместитель министра транспорта Малайзии[230].
- Фадилла Юсоф — министр общественных работ и член парламента Петра Джая, Кучинг[231].
- Тионг Хью Кинг — руководитель Римбунан Хиджау и старший брат Тионг Тай Кинга. Вошёл в список десяти богатейших малайзийцев[232], один из малайзийцев, получивших рыцарское звание от британского Правительства[233].

## Внешние ссылки
- Путеводитель «Сибу» в Викигиде (англ.)
- Новости Сибу